# Séries éliminatoires de la Coupe Stanley 2001
Année précédente Année suivante
Les séries éliminatoires de la Coupe Stanley 2001 font suite à la saison 2000-2001 de la Ligue nationale de hockey.

## Tableau récapitulatif
|  | Quarts de finale d'association | Quarts de finale d'association | Quarts de finale d'association |   |              | Demi-finales d'association | Demi-finales d'association | Demi-finales d'association |  |   | Finales d'association | Finales d'association | Finales d'association |  |    | Finale de la Coupe Stanley | Finale de la Coupe Stanley | Finale de la Coupe Stanley |
|  |                                |                                |                                |   |              |                            |                            |                            |  |   |                       |                       |                       |  |    |                            |                            |                            |
|  | 1                              | New Jersey                     | 4                              |   |              |                            |                            |                            |  |   |                       |                       |                       |  |    |                            |                            |                            |
|  | 8                              | Caroline                       | 2                              |   |              |                            |                            |                            |  |   |                       |                       |                       |  |    |                            |                            |                            |
|  | 8                              | Caroline                       | 2                              |   | 1            | New Jersey                 | 4                          |                            |  |   |                       |                       |                       |  |    |                            |                            |                            |
|  |                                |                                |                                |   | 1            | New Jersey                 | 4                          |                            |  |   |                       |                       |                       |  |    |                            |                            |                            |
|  |                                | 7                              | Toronto                        | 3 |              |                            |                            |                            |  |   |                       |                       |                       |  |    |                            |                            |                            |
|  | 2                              | 7                              | Toronto                        | 3 | Ottawa       | 0                          |                            |                            |  |   |                       |                       |                       |  |    |                            |                            |                            |
|  | 2                              |                                |                                |   | Ottawa       | 0                          |                            |                            |  |   |                       |                       |                       |  |    |                            |                            |                            |
|  | 7                              | Toronto                        | 4                              |   |              |                            |                            |                            |  |   |                       |                       |                       |  |    |                            |                            |                            |
|  | 7                              | Toronto                        | 4                              |   |              |                            |                            |                            |  | 1 | New Jersey            | 4                     |                       |  |    |                            |                            |                            |
|  | Association de l'Est           |                                |                                |   |              |                            |                            |                            |  | 1 | New Jersey            | 4                     |                       |  |    |                            |                            |                            |
|  |                                | 6                              | Pittsburgh                     | 1 |              |                            |                            |                            |  |   |                       |                       |                       |  |    |                            |                            |                            |
|  | 3                              | 6                              | Pittsburgh                     | 1 | Washington   | 2                          |                            |                            |  |   |                       |                       |                       |  |    |                            |                            |                            |
|  | 3                              |                                |                                |   | Washington   | 2                          |                            |                            |  |   |                       |                       |                       |  |    |                            |                            |                            |
|  | 6                              | Pittsburgh                     | 4                              |   |              |                            |                            |                            |  |   |                       |                       |                       |  |    |                            |                            |                            |
|  | 6                              | Pittsburgh                     | 4                              |   | 5            | Buffalo                    | 3                          |                            |  |   |                       |                       |                       |  |    |                            |                            |                            |
|  |                                |                                |                                |   | 5            | Buffalo                    | 3                          |                            |  |   |                       |                       |                       |  |    |                            |                            |                            |
|  |                                | 6                              | Pittsburgh                     | 4 |              |                            |                            |                            |  |   |                       |                       |                       |  |    |                            |                            |                            |
|  | 4                              | 6                              | Pittsburgh                     | 4 | Philadelphie | 2                          |                            |                            |  |   |                       |                       |                       |  |    |                            |                            |                            |
|  | 4                              |                                |                                |   | Philadelphie | 2                          |                            |                            |  |   |                       |                       |                       |  |    |                            |                            |                            |
|  | 5                              | Buffalo                        | 4                              |   |              |                            |                            |                            |  |   |                       |                       |                       |  |    |                            |                            |                            |
|  | 5                              | Buffalo                        | 4                              |   |              |                            |                            |                            |  |   |                       |                       |                       |  | E1 | New Jersey                 | 3                          |                            |
|  |                                |                                |                                |   |              |                            |                            |                            |  |   |                       |                       |                       |  | E1 | New Jersey                 | 3                          |                            |
|  |                                | O1                             | Colorado                       | 4 |              |                            |                            |                            |  |   |                       |                       |                       |  |    |                            |                            |                            |
|  | 1                              | O1                             | Colorado                       | 4 | Colorado     | 4                          |                            |                            |  |   |                       |                       |                       |  |    |                            |                            |                            |
|  | 1                              |                                |                                |   | Colorado     | 4                          |                            |                            |  |   |                       |                       |                       |  |    |                            |                            |                            |
|  | 8                              | Vancouver                      | 0                              |   |              |                            |                            |                            |  |   |                       |                       |                       |  |    |                            |                            |                            |
|  | 8                              | Vancouver                      | 0                              |   | 1            | Colorado                   | 4                          |                            |  |   |                       |                       |                       |  |    |                            |                            |                            |
|  |                                |                                |                                |   | 1            | Colorado                   | 4                          |                            |  |   |                       |                       |                       |  |    |                            |                            |                            |
|  |                                | 7                              | Los Angeles                    | 3 |              |                            |                            |                            |  |   |                       |                       |                       |  |    |                            |                            |                            |
|  | 2                              | 7                              | Los Angeles                    | 3 | Détroit      | 2                          |                            |                            |  |   |                       |                       |                       |  |    |                            |                            |                            |
|  | 2                              |                                |                                |   | Détroit      | 2                          |                            |                            |  |   |                       |                       |                       |  |    |                            |                            |                            |
|  | 7                              | Los Angeles                    | 4                              |   |              |                            |                            |                            |  |   |                       |                       |                       |  |    |                            |                            |                            |
|  | 7                              | Los Angeles                    | 4                              |   |              |                            |                            |                            |  | 1 | Colorado              | 4                     |                       |  |    |                            |                            |                            |
|  | Association de l'Ouest         |                                |                                |   |              |                            |                            |                            |  | 1 | Colorado              | 4                     |                       |  |    |                            |                            |                            |
|  |                                | 4                              | Saint-Louis                    | 1 |              |                            |                            |                            |  |   |                       |                       |                       |  |    |                            |                            |                            |
|  | 3                              | 4                              | Saint-Louis                    | 1 | Dallas       | 4                          |                            |                            |  |   |                       |                       |                       |  |    |                            |                            |                            |
|  | 3                              |                                |                                |   | Dallas       | 4                          |                            |                            |  |   |                       |                       |                       |  |    |                            |                            |                            |
|  | 6                              | Edmonton                       | 2                              |   |              |                            |                            |                            |  |   |                       |                       |                       |  |    |                            |                            |                            |
|  | 6                              | Edmonton                       | 2                              |   | 3            | Dallas                     | 0                          |                            |  |   |                       |                       |                       |  |    |                            |                            |                            |
|  |                                |                                |                                |   | 3            | Dallas                     | 0                          |                            |  |   |                       |                       |                       |  |    |                            |                            |                            |
|  |                                | 4                              | Saint-Louis                    | 4 |              |                            |                            |                            |  |   |                       |                       |                       |  |    |                            |                            |                            |
|  | 4                              | 4                              | Saint-Louis                    | 4 | Saint-Louis  | 4                          |                            |                            |  |   |                       |                       |                       |  |    |                            |                            |                            |
|  | 4                              |                                |                                |   | Saint-Louis  | 4                          |                            |                            |  |   |                       |                       |                       |  |    |                            |                            |                            |
|  | 5                              | San José                       | 2                              |   |              |                            |                            |                            |  |   |                       |                       |                       |  |    |                            |                            |                            |

## Résultats détaillés

### Quarts de finale d'association

#### New Jersey contre Caroline
New Jersey gagne la série 4–2.
| 12 avril | New Jersey | 5-1 (1-0, 2-0, 2-1) | Caroline | Continental Airlines Arena 19 040 spectateurs |

| Feuille de match | Feuille de match | Feuille de match        | Feuille de match                           | Feuille de match                                               |
| ---------------- | --- | ----------------------- | ------------------------------------------ | -------------------------------------------------------------- |
|                  | Bryline — 18 min 52 s Holík (Madden) — 21 min 25 s Holík (Eliáš, Stevens) — 35 min 20 s Sýkora (Eliáš) — 45 min 6 s Eliáš (Arnott, Niedermayer) — 47 min 1 s | 1-0 2-0 3-0 4-0 5-0 5-1 | Vašíček (Battaglia, Daniels) — 51 min 27 s | Arbitrage : Dave Jackson Paul Stewart Thor Nelson Dan Schachte |
| Martin Brodeur   | Gardiens | Artūrs Irbe             |                                            | Arbitrage : Dave Jackson Paul Stewart Thor Nelson Dan Schachte |
| 10 min           | Pénalités | 8 min                   |                                            | Arbitrage : Dave Jackson Paul Stewart Thor Nelson Dan Schachte |
| 36               | Tirs | 18                      |                                            | Arbitrage : Dave Jackson Paul Stewart Thor Nelson Dan Schachte |

| 15 avril | New Jersey | 2-0 (1-0, 1-0, 0-0) | Caroline | Continental Airlines Arena 19 040 spectateurs |

| Feuille de match | Feuille de match                                                              | Feuille de match | Feuille de match | Feuille de match                                                  |
| ---------------- | ----------------------------------------------------------------------------- | ---------------- | ---------------- | ----------------------------------------------------------------- |
|                  | Moguilny (Bryline, Gomez) — 4 min 16 s O'Donnell (McKay, Holík) — 22 min 32 s | 1-0 2-0          |                  | Arbitrage : Bill McCreary Dan O'Halloran Thor Nelson Dan Schachte |
| Martin Brodeur   | Gardiens                                                                      | Artūrs Irbe      |                  | Arbitrage : Bill McCreary Dan O'Halloran Thor Nelson Dan Schachte |
| 14 min           | Pénalités                                                                     | 14 min           |                  | Arbitrage : Bill McCreary Dan O'Halloran Thor Nelson Dan Schachte |
| 29               | Tirs                                                                          | 18               |                  | Arbitrage : Bill McCreary Dan O'Halloran Thor Nelson Dan Schachte |

| 17 avril | Caroline | 0-4 (0-2, 0-2, 0-0) | New Jersey | Raleigh Entertainment and Sports Arena 17 525 spectateurs |

| Feuille de match | Feuille de match | Feuille de match | Feuille de match | Feuille de match                                                     |
| ---------------- | ---------------- | ---------------- | --- | -------------------------------------------------------------------- |
|                  |                  | 0-1 0-2 0-3 0-4  | Holík (McKay) — 4 min 44 s Gomez (Moguilny) — 7 min 20 s McKay (Moguilny, Gomez) — 21 min 35 s Rafalski (Gomez, Bryline) — 24 min 37 s | Arbitrage : Paul Devorski Kevin Pollock Scott Driscoll Danny McCourt |
| Artūrs Irbe      | Gardiens         | Martin Brodeur   | | Arbitrage : Paul Devorski Kevin Pollock Scott Driscoll Danny McCourt |
| 71 min           | Pénalités        | 33 min           | | Arbitrage : Paul Devorski Kevin Pollock Scott Driscoll Danny McCourt |
| 16               | Tirs             | 24               | | Arbitrage : Paul Devorski Kevin Pollock Scott Driscoll Danny McCourt |

| 18 avril | Caroline | 3-2 (pr) (1-1, 1-0, 0-1, 1-0) | New Jersey | Raleigh Entertainment and Sports Arena 14 339 spectateurs |

| Feuille de match | Feuille de match | Feuille de match    | Feuille de match                                                                  | Feuille de match                                                      |
| ---------------- | --- | ------------------- | --------------------------------------------------------------------------------- | --------------------------------------------------------------------- |
|                  | Kapanen (Brind'Amour, O'Neill) — 2 min (SN) Tanabe (Kapanen, Brind'Amour) — 28 min 23 s (SN) Brind'Amour (Kapanen, Daniels) — 60 min 46 s | 1-0 1-1 2-1 2-2 3-2 | Arnott (Eliáš, Rafalski) — 13 min 10 s (SN) Sýkora (O'Donnell) — 49 min 31 s (IN) | Arbitrage : Paul Devorski Dan O'Halloran Scott Driscoll Danny McCourt |
| Artūrs Irbe      | Gardiens | Martin Brodeur      |                                                                                   | Arbitrage : Paul Devorski Dan O'Halloran Scott Driscoll Danny McCourt |
| 8 min            | Pénalités | 18 min              |                                                                                   | Arbitrage : Paul Devorski Dan O'Halloran Scott Driscoll Danny McCourt |
| 33               | Tirs | 34                  |                                                                                   | Arbitrage : Paul Devorski Dan O'Halloran Scott Driscoll Danny McCourt |

| 20 avril | New Jersey | 2-3 (1-2, 0-0, 1-1) | Caroline | Continental Airlines Arena 19 040 spectateurs |

| Feuille de match | Feuille de match                                                                       | Feuille de match    | Feuille de match | Feuille de match                                                     |
| ---------------- | -------------------------------------------------------------------------------------- | ------------------- | --- | -------------------------------------------------------------------- |
|                  | Gomez (Niedermayer, Nemtchinov) — 11 min 41 s Holík (Nemtchinov, Sýkora) — 59 min 40 s | 0-1 1-1 1-2 1-3 2-3 | Vašíček (Gélinas, O'Neill) — 10 min 53 s Kapanen (Brind'Amour, Battaglia) — 15 min 9 s O'Neill (Ozoliņš) — 45 min 47 s | Arbitrage : Blaine Angus Don VanMassenhoven Danny McCourt Jean Morin |
| Martin Brodeur   | Gardiens                                                                               | Artūrs Irbe         | | Arbitrage : Blaine Angus Don VanMassenhoven Danny McCourt Jean Morin |
| 10 min           | Pénalités                                                                              | 10 min              | | Arbitrage : Blaine Angus Don VanMassenhoven Danny McCourt Jean Morin |
| 39               | Tirs                                                                                   | 14                  | | Arbitrage : Blaine Angus Don VanMassenhoven Danny McCourt Jean Morin |

| 22 avril | Caroline | 1-5 (0-2, 1-1, 0-2) | New Jersey | Raleigh Entertainment and Sports Arena 18 730 spectateurs |

| Feuille de match | Feuille de match                             | Feuille de match        | Feuille de match | Feuille de match                                            |
| ---------------- | -------------------------------------------- | ----------------------- | --- | ----------------------------------------------------------- |
|                  | Tanabe (Kapanen, Ozoliņš) — 25 min 18 s (SN) | 0-1 0-2 1-2 1-3 1-4 1-5 | Eliáš (Sýkora, Holík) — 14 min 30 s (SN) Bryline (Moguilny, Stevens) — 15 min 51 s McKay (Holík, Daneyko) — 37 min 57 s McKay (Madden, Holík) — 46 min Moguilny (Gomez, White) — 54 min 27 s | Arbitrage : Kerry Fraser Rob Shick Jean Morin Danny McCourt |
| Artūrs Irbe      | Gardiens                                     | Martin Brodeur          | | Arbitrage : Kerry Fraser Rob Shick Jean Morin Danny McCourt |
| 4 min            | Pénalités                                    | 12 min                  | | Arbitrage : Kerry Fraser Rob Shick Jean Morin Danny McCourt |
| 15               | Tirs                                         | 39                      | | Arbitrage : Kerry Fraser Rob Shick Jean Morin Danny McCourt |

#### Ottawa contre Toronto
Toronto gagne la série 4–0.
| 13 avril | Ottawa | 0-1 (pr) (0-0, 0-0, 0-0, 0-1) | Toronto | Corel Centre 18 500 spectateurs |

| Feuille de match | Feuille de match | Feuille de match | Feuille de match              | Feuille de match                                                  |
| ---------------- | ---------------- | ---------------- | ----------------------------- | ----------------------------------------------------------------- |
|                  |                  | 0-1              | Sundin (Thomas) — 70 min 49 s | Arbitrage : Dan Marouelli Dean Warren Wayne Bonney Ray Scapinello |
| Patrick Lalime   | Gardiens         | Curtis Joseph    |                               | Arbitrage : Dan Marouelli Dean Warren Wayne Bonney Ray Scapinello |
| 10 min           | Pénalités        | 16 min           |                               | Arbitrage : Dan Marouelli Dean Warren Wayne Bonney Ray Scapinello |
| 36               | Tirs             | 27               |                               | Arbitrage : Dan Marouelli Dean Warren Wayne Bonney Ray Scapinello |

| 14 avril | Ottawa | 0-3 (0-1, 0-1, 0-1) | Toronto | Corel Centre 18 500 spectateurs |

| Feuille de match | Feuille de match | Feuille de match | Feuille de match                                                                          | Feuille de match                                                    |
| ---------------- | ---------------- | ---------------- | ----------------------------------------------------------------------------------------- | ------------------------------------------------------------------- |
|                  |                  | 0-1 0-2 0-3      | Berezine (Iouchkevitch) — 2 min 49 s Roberts (Sundin) — 29 min 15 s Roberts — 47 min 12 s | Arbitrage : Terry Gregson Dan Marouelli Wayne Bonney Ray Scapinello |
| Patrick Lalime   | Gardiens         | Curtis Joseph    |                                                                                           | Arbitrage : Terry Gregson Dan Marouelli Wayne Bonney Ray Scapinello |
| 20 min           | Pénalités        | 16 min           |                                                                                           | Arbitrage : Terry Gregson Dan Marouelli Wayne Bonney Ray Scapinello |
| 37               | Tirs             | 23               |                                                                                           | Arbitrage : Terry Gregson Dan Marouelli Wayne Bonney Ray Scapinello |

| 16 avril | Toronto | 3-2 (pr) (1-0, 1-0, 0-2, 1-0) | Ottawa | Air Canada Centre 19 404 spectateurs |

| Feuille de match | Feuille de match | Feuille de match    | Feuille de match                                                                     | Feuille de match                                                  |
| ---------------- | --- | ------------------- | ------------------------------------------------------------------------------------ | ----------------------------------------------------------------- |
|                  | Sundin (McCabe) — 7 min 12 s (SN) Antropov (Iouchkevitch, Berezine) — 28 min 18 s (SN) Cross (Antropov, Berezine) — 62 min 16 s | 1-0 2-0 2-1 2-2 3-2 | Hossa (McEachern, Iachine) — 56 min 51 s Alfredsson (Hossa, McEachern) — 59 min 24 s | Arbitrage : Don Koharski Stephen Walkom Pierre Champoux Tim Nowak |
| Curtis Joseph    | Gardiens | Patrick Lalime      |                                                                                      | Arbitrage : Don Koharski Stephen Walkom Pierre Champoux Tim Nowak |
| 8 min            | Pénalités | 8 min               |                                                                                      | Arbitrage : Don Koharski Stephen Walkom Pierre Champoux Tim Nowak |
| 26               | Tirs | 28                  |                                                                                      | Arbitrage : Don Koharski Stephen Walkom Pierre Champoux Tim Nowak |

| 18 avril | Toronto | 3-1 (2-1, 1-0, 0-0) | Ottawa | Air Canada Centre 19 445 spectateurs |

| Feuille de match | Feuille de match | Feuille de match | Feuille de match                        | Feuille de match                                                     |
| ---------------- | --- | ---------------- | --------------------------------------- | -------------------------------------------------------------------- |
|                  | Perreault (Berg, Iouchkevitch) — 8 min 56 s (SN) Perreault (Berezine) — 18 min 7 s McCabe (Sundin, Roberts) — 30 min 19 s | 0-1 1-1 2-1 3-1  | Phillips (Lacroix, Fisher) — 2 min 30 s | Arbitrage : Don VanMassenhoven Brad Watson Pierre Champoux Tim Nowak |
| Curtis Joseph    | Gardiens | Patrick Lalime   |                                         | Arbitrage : Don VanMassenhoven Brad Watson Pierre Champoux Tim Nowak |
| 4 min            | Pénalités | 10 min           |                                         | Arbitrage : Don VanMassenhoven Brad Watson Pierre Champoux Tim Nowak |
| 23               | Tirs | 22               |                                         | Arbitrage : Don VanMassenhoven Brad Watson Pierre Champoux Tim Nowak |

#### Pittsburgh contre Washington
Pittsburgh gagne la série 4–2.
| 12 avril | Washington | 1-0 (0-0, 1-0, 0-0) | Pittsburgh | MCI Center 18 672 spectateurs |

| Feuille de match | Feuille de match                            | Feuille de match | Feuille de match | Feuille de match                                                  |
| ---------------- | ------------------------------------------- | ---------------- | ---------------- | ----------------------------------------------------------------- |
|                  | Bondra (Gontchar, Simon) — 20 min 35 s (SN) | 1-0              |                  | Arbitrage : Don Koharski Stephen Walkom Jean Morin Pierre Racicot |
| Olaf Kölzig      | Gardiens                                    | Johan Hedberg    |                  | Arbitrage : Don Koharski Stephen Walkom Jean Morin Pierre Racicot |
| 4 min            | Pénalités                                   | 12 min           |                  | Arbitrage : Don Koharski Stephen Walkom Jean Morin Pierre Racicot |
| 27               | Tirs                                        | 16               |                  | Arbitrage : Don Koharski Stephen Walkom Jean Morin Pierre Racicot |

| 14 avril | Washington | 1-2 (1-2, 0-0, 0-0) | Pittsburgh | MCI Center 18 672 spectateurs |

| Feuille de match | Feuille de match                            | Feuille de match | Feuille de match                                                               | Feuille de match                                                |
| ---------------- | ------------------------------------------- | ---------------- | ------------------------------------------------------------------------------ | --------------------------------------------------------------- |
|                  | Bondra (Gontchar, Linden) — 9 min 25 s (SN) | 0-1 1-1 1-2      | Stevens (Lemieux, Jágr) — 7 min 13 s (SN) Lemieux (Jágr, Hrdina) — 16 min 34 s | Arbitrage : Blaine Angus Don Koharski Jean Morin Pierre Racicot |
| Olaf Kölzig      | Gardiens                                    | Johan Hedberg    |                                                                                | Arbitrage : Blaine Angus Don Koharski Jean Morin Pierre Racicot |
| 4 min            | Pénalités                                   | 6 min            |                                                                                | Arbitrage : Blaine Angus Don Koharski Jean Morin Pierre Racicot |
| 18               | Tirs                                        | 27               |                                                                                | Arbitrage : Blaine Angus Don Koharski Jean Morin Pierre Racicot |

| 16 avril | Pittsburgh | 3-0 (0-0, 1-0, 2-0) | Washington | Mellon Arena 17 148 spectateurs |

| Feuille de match | Feuille de match | Feuille de match | Feuille de match | Feuille de match                                                        |
| ---------------- | --- | ---------------- | ---------------- | ----------------------------------------------------------------------- |
|                  | Stevens (Primeau, Morozov) — 29 min 23 s Kovaliov (Lang, Straka) — 44 min 59 s Hrdina (Jágr, Ference) — 47 min 37 s | 1-0 2-0 3-0      |                  | Arbitrage : Don VanMassenhoven Brad Watson Brad Lazarowich Randy Mitton |
| Johan Hedberg    | Gardiens | Olaf Kölzig      |                  | Arbitrage : Don VanMassenhoven Brad Watson Brad Lazarowich Randy Mitton |
| 16 min           | Pénalités | 16 min           |                  | Arbitrage : Don VanMassenhoven Brad Watson Brad Lazarowich Randy Mitton |
| 24               | Tirs | 34               |                  | Arbitrage : Don VanMassenhoven Brad Watson Brad Lazarowich Randy Mitton |

| 18 avril | Pittsburgh | 3-4 (pr) (0-1, 1-1, 2-1, 0-1) | Washington | Mellon Arena 17 148 spectateurs |

| Feuille de match | Feuille de match | Feuille de match            | Feuille de match | Feuille de match                                                   |
| ---------------- | --- | --------------------------- | --- | ------------------------------------------------------------------ |
|                  | Lemieux (Hrdina, Bergevin) — 21 min 15 s Jágr (Lemieux, Stevens) — 51 min 14 s (SN) Laukkanen (Lang, Jágr) — 53 min 50 s (SN) | 0-1 1-1 1-2 1-3 2-3 3-3 3-4 | Konowalchuk (Halpern, Johansson) — 7 min 49 s (SN) Witt (Johansson, Linden) — 39 min 16 s (SN) Konowalchuk (Gontchar, Linden) — 49 min 9 s (SN) Halpern (Konowalchuk, Dahlén) — 64 min 1 s | Arbitrage : Dave Jackson Paul Stewart Brad Lazarowich Randy Mitton |
| Johan Hedberg    | Gardiens | Olaf Kölzig                 | | Arbitrage : Dave Jackson Paul Stewart Brad Lazarowich Randy Mitton |
| 12 min           | Pénalités | 14 min                      | | Arbitrage : Dave Jackson Paul Stewart Brad Lazarowich Randy Mitton |
| 32               | Tirs | 29                          | | Arbitrage : Dave Jackson Paul Stewart Brad Lazarowich Randy Mitton |

| 21 avril | Washington | 1-2 (0-2, 1-0, 0-0) | Pittsburgh | MCI Center 18 672 spectateurs |

| Feuille de match | Feuille de match                             | Feuille de match | Feuille de match                                                           | Feuille de match                                                 |
| ---------------- | -------------------------------------------- | ---------------- | -------------------------------------------------------------------------- | ---------------------------------------------------------------- |
|                  | Gontchar (Halpern, Linden) — 30 min 1 s (SN) | 0-1 0-2 1-2      | Ference (Jágr, Lemieux) — 6 min 35 s Lemieux (Hrdina, Ference) — 7 min 6 s | Arbitrage : Paul Devorski Rob Shick Brad Lazarowich Randy Mitton |
| Olaf Kölzig      | Gardiens                                     | Johan Hedberg    |                                                                            | Arbitrage : Paul Devorski Rob Shick Brad Lazarowich Randy Mitton |
| 41 min           | Pénalités                                    | 26 min           |                                                                            | Arbitrage : Paul Devorski Rob Shick Brad Lazarowich Randy Mitton |
| 22               | Tirs                                         | 18               |                                                                            | Arbitrage : Paul Devorski Rob Shick Brad Lazarowich Randy Mitton |

| 23 avril | Pittsburgh | 4-3 (pr) (2-0, 1-2, 0-1, 1-0) | Washington | Mellon Arena 17 148 spectateurs |

| Feuille de match | Feuille de match | Feuille de match            | Feuille de match                                                                                                | Feuille de match                                                     |
| ---------------- | --- | --------------------------- | --- | -------------------------------------------------------------------- |
|                  | Lemieux (Kovaliov, Stevens) — 7 min 21 s (SN) Lang (Morozov, Ference) — 8 min 59 s Kovaliov — 39 min 59 s (SN) Straka — 73 min 4 s | 1-0 2-0 2-1 2-2 3-2 3-3 4-3 | Witt — 34 min 7 s Halpern (Konowalchuk, Klee) — 37 min 28 s (SN) Johansson (Halpern, Konowalchuk) — 57 min 20 s | Arbitrage : Mark Faucette Michael McGeough Jean Morin Pierre Racicot |
| Johan Hedberg    | Gardiens | Olaf Kölzig                 | | Arbitrage : Mark Faucette Michael McGeough Jean Morin Pierre Racicot |
| 6 min            | Pénalités | 12 min                      | | Arbitrage : Mark Faucette Michael McGeough Jean Morin Pierre Racicot |
| 36               | Tirs | 31                          | | Arbitrage : Mark Faucette Michael McGeough Jean Morin Pierre Racicot |

#### Philadelphie contre Buffalo
Buffalo gagne la série 4–2.
| 11 avril | Philadelphie | 1-2 (1-2, 0-0, 0-0) | Buffalo | First Union Center 19 543 spectateurs |

| Feuille de match | Feuille de match                           | Feuille de match | Feuille de match                                                               | Feuille de match                                                      |
| ---------------- | ------------------------------------------ | ---------------- | ------------------------------------------------------------------------------ | --------------------------------------------------------------------- |
|                  | Desjardins (Ranheim, Manderville) — 14 min | 0-1 1-1 1-2      | Gratton (Heinze, Gilmour) — 4 min 9 s Gilmour (Audette, Kalinine) — 18 min 4 s | Arbitrage : Rob Shick Don VanMassenhoven Scott Driscoll Danny McCourt |
| Roman Čechmánek  | Gardiens                                   | Dominik Hašek    |                                                                                | Arbitrage : Rob Shick Don VanMassenhoven Scott Driscoll Danny McCourt |
| 2 min            | Pénalités                                  | 6 min            |                                                                                | Arbitrage : Rob Shick Don VanMassenhoven Scott Driscoll Danny McCourt |
| 32               | Tirs                                       | 26               |                                                                                | Arbitrage : Rob Shick Don VanMassenhoven Scott Driscoll Danny McCourt |

| 14 avril | Philadelphie | 3-4 (pr) (1-0, 2-2, 0-1, 0-1) | Buffalo | First Union Center 19 651 spectateurs |

| Feuille de match | Feuille de match | Feuille de match            | Feuille de match | Feuille de match                                                   |
| ---------------- | --- | --------------------------- | --- | ------------------------------------------------------------------ |
|                  | Langkow (LeClair, Desjardins) — 13 min 13 s (SN) LeClair (Plante) — 33 min 52 s Recchi (Sýkora, Langkow) — 35 min 33 s | 1-0 1-1 1-2 2-2 3-2 3-3 3-4 | Šatan (Gratton, Jitnik) — 20 min 47 s (SN) Jitnik (Barnes, Šatan) — 29 min 40 s Brown (Varaďa) — 43 min 9 s McKee (Rasmussen) — 78 min 2 s | Arbitrage : Bill McCreary Brad Watson Scott Driscoll Danny McCourt |
| Roman Čechmánek  | Gardiens | Dominik Hašek               | | Arbitrage : Bill McCreary Brad Watson Scott Driscoll Danny McCourt |
| 10 min           | Pénalités | 10 min                      | | Arbitrage : Bill McCreary Brad Watson Scott Driscoll Danny McCourt |
| 35               | Tirs | 41                          | | Arbitrage : Bill McCreary Brad Watson Scott Driscoll Danny McCourt |

| 16 avril | Buffalo | 2-3 (1-0, 1-2, 0-1) | Philadelphie | HSBC Arena 18 690 spectateurs |

| Feuille de match | Feuille de match                                                                      | Feuille de match    | Feuille de match                                                                                    | Feuille de match                                                  |
| ---------------- | ------------------------------------------------------------------------------------- | ------------------- | --------------------------------------------------------------------------------------------------- | ----------------------------------------------------------------- |
|                  | Gratton (Gilmour, Šatan) — 3 min 53 s (SN) Heinze (Šatan, Gratton) — 24 min 12 s (SN) | 1-0 1-1 2-1 2-2 2-3 | Manderville — 22 min 37 s Gagné (Primeau, Recchi) — 31 min 23 s (SN) Delmore (Langkow) — 51 min 6 s | Arbitrage : Paul Devorski Kevin Pollock Jean Morin Pierre Racicot |
| Dominik Hašek    | Gardiens                                                                              | Roman Čechmánek     | | Arbitrage : Paul Devorski Kevin Pollock Jean Morin Pierre Racicot |
| 8 min            | Pénalités                                                                             | 10 min              | | Arbitrage : Paul Devorski Kevin Pollock Jean Morin Pierre Racicot |
| 28               | Tirs                                                                                  | 19                  | | Arbitrage : Paul Devorski Kevin Pollock Jean Morin Pierre Racicot |

| 17 avril | Buffalo | 4-3 (pr) (2-1, 1-1, 0-1, 1-0) | Philadelphie | HSBC Arena 18 690 spectateurs |

| Feuille de match | Feuille de match | Feuille de match            | Feuille de match | Feuille de match                                                  |
| ---------------- | --- | --------------------------- | --- | ----------------------------------------------------------------- |
|                  | Šatan (Dumont, Barnes) — 1 min 28 s Audette (Heinze) — 2 min 18 s Gratton (Šatan, Jitnik) — 35 min 30 s Brown (Varaďa) — 66 min 13 s | 1-0 2-0 2-1 2-2 3-2 3-3 4-3 | Langkow (Tocchet, LeClair) — 14 min 16 s Gagné (Recchi) — 20 min 48 s McGillis (Ranheim, Manderville) — 50 min 16 s | Arbitrage : Don Koharski Stephen Walkom Jean Morin Pierre Racicot |
| Dominik Hašek    | Gardiens | Roman Čechmánek             | | Arbitrage : Don Koharski Stephen Walkom Jean Morin Pierre Racicot |
| 8 min            | Pénalités | 8 min                       | | Arbitrage : Don Koharski Stephen Walkom Jean Morin Pierre Racicot |
| 35               | Tirs | 33                          | | Arbitrage : Don Koharski Stephen Walkom Jean Morin Pierre Racicot |

| 19 avril | Philadelphie | 3-1 (1-0, 1-1, 1-0) | Buffalo | First Union Center 19 681 spectateurs |

| Feuille de match | Feuille de match | Feuille de match | Feuille de match                        | Feuille de match                                                   |
| ---------------- | --- | ---------------- | --------------------------------------- | ------------------------------------------------------------------ |
|                  | Gagné (Primeau, Fedotenko) — 14 min 53 s Recchi (Primeau, Langkow) — 36 min 2 s (SN) Therien (Langkow) — 43 min 17 s | 1-0 1-1 2-1 3-1  | Afinoguenov (Jitnik, Warrener) — 29 min | Arbitrage : Kerry Fraser Dave Jackson Brad Lazarowich Randy Mitton |
| Roman Čechmánek  | Gardiens | Dominik Hašek    |                                         | Arbitrage : Kerry Fraser Dave Jackson Brad Lazarowich Randy Mitton |
| 12 min           | Pénalités | 26 min           |                                         | Arbitrage : Kerry Fraser Dave Jackson Brad Lazarowich Randy Mitton |
| 33               | Tirs | 26               |                                         | Arbitrage : Kerry Fraser Dave Jackson Brad Lazarowich Randy Mitton |

| 21 avril | Buffalo | 8-0 (4-0, 2-0, 2-0) | Philadelphie | HSBC Arena 18 690 spectateurs |

| Feuille de match | Feuille de match | Feuille de match                              | Feuille de match | Feuille de match                                                      |
| ---------------- | --- | --------------------------------------------- | ---------------- | --------------------------------------------------------------------- |
|                  | Gratton (Andreychuk, Šatan) — 2 min 23 s Gilmour (Andreychuk, Jitnik) — 13 min 20 s (SN) Audette (Jitnik, Patrick) — 17 min 49 s Andreychuk (Woolley, Gilmour) — 18 min 46 s (SN) Dumont — 23 min 25 s Heinze (Šatan, Gratton) — 26 min 38 s (SN) Dumont (Šatan, Kalinine) — 42 min 20 s Gratton (Afinoguenov) — 56 min 51 s | 1-0 2-0 3-0 4-0 5-0 6-0 7-0 8-0               |                  | Arbitrage : Michael McGeough Brad Watson Kevin Collins Ray Scapinello |
| Dominik Hašek    | Gardiens | Roman Čechmánek Brian Boucher (à 23 min 24 s) |                  | Arbitrage : Michael McGeough Brad Watson Kevin Collins Ray Scapinello |
| 6 min            | Pénalités | 32 min                                        |                  | Arbitrage : Michael McGeough Brad Watson Kevin Collins Ray Scapinello |
| 26               | Tirs | 24                                            |                  | Arbitrage : Michael McGeough Brad Watson Kevin Collins Ray Scapinello |

#### Colorado contre Vancouver
Colorado gagne la série 4–0.
| 12 avril | Colorado | 5-4 (2-1, 2-2, 1-1) | Vancouver | Pepsi Center 18 007 spectateurs |

| Feuille de match | Feuille de match | Feuille de match                    | Feuille de match | Feuille de match                                              |
| ---------------- | --- | ----------------------------------- | --- | ------------------------------------------------------------- |
|                  | Sakic (Forsberg, Blake) — 15 min 22 s (SN) Blake (Sakic, Hejduk) — 16 min 36 s (SN) Drury (Hinote) — 25 min 35 s Sakic (Blake, Forsberg) — 38 min 55 s (SN) Drury (Blake) — 58 min 53 s | 0-1 1-1 2-1 2-2 3-2 3-3 4-3 4-4 5-4 | Öhlund (Morrison, Druken) — 8 min 26 s (SN) Klatt (Morrison, Lachance) — 20 min 46 s Bertuzzi (Pederson, Ruutu) — 36 min 33 s Jovanovski (H. Sedin, D. Sedin) — 50 min 17 s | Arbitrage : Paul Devorski Kevin Pollock Mike Cvik Mark Wheler |
| Patrick Roy      | Gardiens | Dan Cloutier                        | | Arbitrage : Paul Devorski Kevin Pollock Mike Cvik Mark Wheler |
| 6 min            | Pénalités | 10 min                              | | Arbitrage : Paul Devorski Kevin Pollock Mike Cvik Mark Wheler |
| 28               | Tirs | 23                                  | | Arbitrage : Paul Devorski Kevin Pollock Mike Cvik Mark Wheler |

| 14 avril | Colorado | 2-1 (0-0, 0-1, 2-0) | Vancouver | Pepsi Center 18 007 spectateurs |

| Feuille de match | Feuille de match                                                              | Feuille de match | Feuille de match                               | Feuille de match                                            |
| ---------------- | ----------------------------------------------------------------------------- | ---------------- | ---------------------------------------------- | ----------------------------------------------------------- |
|                  | Nieminen (Forsberg, Klemm) — 42 min 22 s Hejduk (Sakic, Tanguay) — 43 min 4 s | 0-1 1-1 2-1      | Morrison (Öhlund, Bertuzzi) — 20 min 35 s (SN) | Arbitrage : Dave Jackson Paul Stewart Mike Cvik Mark Wheler |
| Patrick Roy      | Gardiens                                                                      | Bob Essensa      |                                                | Arbitrage : Dave Jackson Paul Stewart Mike Cvik Mark Wheler |
| 10 min           | Pénalités                                                                     | 14 min           |                                                | Arbitrage : Dave Jackson Paul Stewart Mike Cvik Mark Wheler |
| 25               | Tirs                                                                          | 19               |                                                | Arbitrage : Dave Jackson Paul Stewart Mike Cvik Mark Wheler |

| 16 avril | Vancouver | 3-4 (pr) (1-1, 1-1, 1-1, 0-1) | Colorado | General Motors Place 18 422 spectateurs |

| Feuille de match | Feuille de match | Feuille de match            | Feuille de match | Feuille de match                                                       |
| ---------------- | --- | --------------------------- | --- | ---------------------------------------------------------------------- |
|                  | Klatt (Jovanovski, Öhlund) — 6 min 13 s (SN) D. Sedin (Bertuzzi, H. Sedin) — 21 min 37 s Bertuzzi (D. Sedin, H. Sedin) — 45 min 32 s | 1-0 1-1 2-1 2-2 3-2 3-3 3-4 | Sakic (Foote, Hejduk) — 17 min 18 s Drury (Hejduk) — 28 min 37 s Foote (Škoula, Nieminen) — 49 min 52 s (SN) Forsberg — 62 min 50 s | Arbitrage : Mark Faucette Michael McGeough Wayne Bonney Ray Scapinello |
| Bob Essensa      | Gardiens | Patrick Roy                 | | Arbitrage : Mark Faucette Michael McGeough Wayne Bonney Ray Scapinello |
| 16 min           | Pénalités | 16 min                      | | Arbitrage : Mark Faucette Michael McGeough Wayne Bonney Ray Scapinello |
| 23               | Tirs | 33                          | | Arbitrage : Mark Faucette Michael McGeough Wayne Bonney Ray Scapinello |

| 18 avril | Vancouver | 1-5 (0-0, 0-1, 1-4) | Colorado | General Motors Place 18 422 spectateurs |

| Feuille de match | Feuille de match                            | Feuille de match        | Feuille de match | Feuille de match                                                  |
| ---------------- | ------------------------------------------- | ----------------------- | --- | ----------------------------------------------------------------- |
|                  | Klatt (Öhlund, H. Sedin) — 53 min 27 s (SN) | 0-1 0-2 0-3 0-4 1-4 1-5 | Drury (Sakic, Forsberg) — 37 min 30 s (SN) Forsberg (Drury, Blake) — 49 min 11 s Sakic (Tanguay, Hejduk) — 49 min 28 s Messier (Podein, Reinprecht) — 49 min 49 s Tanguay (Drury, Reinprecht) — 57 min 25 s (CV) | Arbitrage : Dan Marouelli Dean Warren Wayne Bonney Ray Scapinello |
| Dan Cloutier     | Gardiens                                    | Patrick Roy             | | Arbitrage : Dan Marouelli Dean Warren Wayne Bonney Ray Scapinello |
| 10 min           | Pénalités                                   | 12 min                  | | Arbitrage : Dan Marouelli Dean Warren Wayne Bonney Ray Scapinello |
| 23               | Tirs                                        | 30                      | | Arbitrage : Dan Marouelli Dean Warren Wayne Bonney Ray Scapinello |

#### Détroit contre Los Angeles
Los Angeles gagne la série 4–2.
| 11 avril | Détroit | 5-3 (3-0, 2-3, 0-0) | Los Angeles | Joe Louis Arena 19 995 spectateurs |

| Feuille de match | Feuille de match | Feuille de match                | Feuille de match                                                                                             | Feuille de match                                                           |
| ---------------- | --- | ------------------------------- | --- | -------------------------------------------------------------------------- |
|                  | Holmström (Fiodorov, Lidström) — 6 min 23 s (SN) Fiodorov (Shanahan, Lidström) — 8 min 51 s Shanahan (Gilchrist) — 13 min 24 s Shanahan (Fiodorov) — 22 min 41 s Larionov (Lapointe, Dandenault) — 32 min 5 s (SN) | 1-0 2-0 3-0 3-1 4-1 4-2 5-2 5-3 | Buchberger (Emerson) — 22 min 21 s Pálffy (Stümpel, Boucher) — 27 min 47 s Robitaille (Murray) — 37 min 40 s | Arbitrage : Bill McCreary Michael McGeough Gordon Broseker Pierre Champoux |
| Chris Osgood     | Gardiens | Félix Potvin                    | | Arbitrage : Bill McCreary Michael McGeough Gordon Broseker Pierre Champoux |
| 4 min            | Pénalités | 10 min                          | | Arbitrage : Bill McCreary Michael McGeough Gordon Broseker Pierre Champoux |
| 31               | Tirs | 30                              | | Arbitrage : Bill McCreary Michael McGeough Gordon Broseker Pierre Champoux |

| 14 avril | Détroit | 4-0 (2-0, 0-0, 2-0) | Los Angeles | Joe Louis Arena 19 995 spectateurs |

| Feuille de match | Feuille de match | Feuille de match | Feuille de match | Feuille de match                                               |
| ---------------- | --- | ---------------- | ---------------- | -------------------------------------------------------------- |
|                  | Fiodorov (Holmström, Duchesne) — 2 min 16 s (SN) Duchesne (Fiodorov, Lidström) — 9 min 12 s (SN) Kozlov (Larionov) — 46 min 4 s Kozlov (Murphy, Lidström) — 53 min 31 s (SN) | 1-0 2-0 3-0 4-0  |                  | Arbitrage : Rob Shick Stephen Walkom Pierre Champoux Tim Nowak |
| Chris Osgood     | Gardiens | Félix Potvin     |                  | Arbitrage : Rob Shick Stephen Walkom Pierre Champoux Tim Nowak |
| 19 min           | Pénalités | 18 min           |                  | Arbitrage : Rob Shick Stephen Walkom Pierre Champoux Tim Nowak |
| 32               | Tirs | 20               |                  | Arbitrage : Rob Shick Stephen Walkom Pierre Champoux Tim Nowak |

| 15 avril | Los Angeles | 2-1 (0-0, 1-1, 1-0) | Détroit | Staples Center 18 478 spectateurs |

| Feuille de match | Feuille de match                                                                          | Feuille de match | Feuille de match                         | Feuille de match                                                |
| ---------------- | ----------------------------------------------------------------------------------------- | ---------------- | ---------------------------------------- | --------------------------------------------------------------- |
|                  | Robitaille (Bélanger, Laperrière) — 28 min 21 s Stümpel (Schneider, Pálffy) — 53 min 33 s | 1-0 1-1 2-1      | Lidström (Kozlov, Larionov) — 38 min 2 s | Arbitrage : Dave Jackson Paul Stewart Gordon Broseker Mike Cvik |
| Félix Potvin     | Gardiens                                                                                  | Chris Osgood     |                                          | Arbitrage : Dave Jackson Paul Stewart Gordon Broseker Mike Cvik |
| 18 min           | Pénalités                                                                                 | 14 min           |                                          | Arbitrage : Dave Jackson Paul Stewart Gordon Broseker Mike Cvik |
| 24               | Tirs                                                                                      | 23               |                                          | Arbitrage : Dave Jackson Paul Stewart Gordon Broseker Mike Cvik |

| 18 avril | Los Angeles | 4-3 (pr) (0-1, 0-2, 3-0, 1-0) | Détroit | Staples Center 18 478 spectateurs |

| Feuille de match | Feuille de match | Feuille de match            | Feuille de match | Feuille de match                                                    |
| ---------------- | --- | --------------------------- | --- | ------------------------------------------------------------------- |
|                  | Thomas (Bélanger, Schneider) — 53 min 53 s (SN) Stümpel (Robitaille, Schneider) — 57 min 33 s (SN) Smolinski (Schneider, Murray) — 59 min 7 s Bélanger (Laperrière, Deadmarsh) — 62 min 36 s | 0-1 0-2 0-3 1-3 2-3 3-3 4-3 | Verbeek (Holmström, Lidström) — 13 min 57 s (SN) Duchesne (Holmström, Fiodorov) — 21 min 19 s (SN) Kozlov (Duchesne, Larionov) — 22 min 51 s (SN) | Arbitrage : Mark Faucette Michael McGeough Lonnie Cameron Mike Cvik |
| Félix Potvin     | Gardiens | Chris Osgood                | | Arbitrage : Mark Faucette Michael McGeough Lonnie Cameron Mike Cvik |
| 12 min           | Pénalités | 16 min                      | | Arbitrage : Mark Faucette Michael McGeough Lonnie Cameron Mike Cvik |
| 31               | Tirs | 23                          | | Arbitrage : Mark Faucette Michael McGeough Lonnie Cameron Mike Cvik |

| 21 avril | Détroit | 2-3 (0-1, 0-1, 2-1) | Los Angeles | Joe Louis Arena 19 995 spectateurs |

| Feuille de match | Feuille de match                                                                     | Feuille de match    | Feuille de match | Feuille de match                                               |
| ---------------- | ------------------------------------------------------------------------------------ | ------------------- | --- | -------------------------------------------------------------- |
|                  | Kozlov (Duchesne, Fiodorov) — 40 min 33 s Chelios (Shanahan, Lidström) — 52 min 46 s | 0-1 0-2 1-2 1-3 2-3 | Pálffy (Norström, Smolinski) — 1 min 15 s Laperrière (Bélanger, Robitaille) — 21 min 51 s Deadmarsh (Pálffy, Stümpel) — 41 min 38 s | Arbitrage : Kerry Fraser Kevin Pollock Danny McCourt Tim Nowak |
| Chris Osgood     | Gardiens                                                                             | Félix Potvin        | | Arbitrage : Kerry Fraser Kevin Pollock Danny McCourt Tim Nowak |
| 0 min            | Pénalités                                                                            | 4 min               | | Arbitrage : Kerry Fraser Kevin Pollock Danny McCourt Tim Nowak |
| 29               | Tirs                                                                                 | 25                  | | Arbitrage : Kerry Fraser Kevin Pollock Danny McCourt Tim Nowak |

| 23 avril | Los Angeles | 3-2 (pr) (1-0, 0-2, 1-0, 1-0) | Détroit | Staples Center 18 478 spectateurs |

| Feuille de match | Feuille de match | Feuille de match    | Feuille de match                                                               | Feuille de match                                                     |
| ---------------- | --- | ------------------- | ------------------------------------------------------------------------------ | -------------------------------------------------------------------- |
|                  | Stümpel (Deadmarsh, Pálffy) — 2 min 19 s (SN) Deadmarsh (Stümpel, Norström) — 50 min 17 s Deadmarsh (Stümpel, Pálffy) — 64 min 48 s | 1-0 1-1 1-2 2-2 3-2 | Verbeek (Lidström, Duchesne) — 24 min 20 s (SN) McCarty (Draper) — 26 min 42 s | Arbitrage : Terry Gregson Don Koharski Gordon Broseker Greg Devorski |
| Félix Potvin     | Gardiens | Chris Osgood        |                                                                                | Arbitrage : Terry Gregson Don Koharski Gordon Broseker Greg Devorski |
| 6 min            | Pénalités | 4 min               |                                                                                | Arbitrage : Terry Gregson Don Koharski Gordon Broseker Greg Devorski |
| 28               | Tirs | 28                  |                                                                                | Arbitrage : Terry Gregson Don Koharski Gordon Broseker Greg Devorski |

#### Dallas contre Edmonton
Dallas gagne la série 4–2.
| 11 avril | Dallas | 2-1 (pr) (0-0, 1-1, 0-0, 1-0) | Edmonton | Reunion Arena 17 001 spectateurs |

| Feuille de match | Feuille de match                                                                         | Feuille de match | Feuille de match                    | Feuille de match                                                   |
| ---------------- | ---------------------------------------------------------------------------------------- | ---------------- | ----------------------------------- | ------------------------------------------------------------------ |
|                  | Modano (Sydor, Zoubov) — 38 min 14 s (SN) Langenbrunner (Van Allen, Donato) — 62 min 8 s | 0-1 1-1 2-1      | Smyth (Smith, Weight) — 26 min 51 s | Arbitrage : Kerry Fraser Dennis LaRue Lonnie Cameron Kevin Collins |
| Edward Belfour   | Gardiens                                                                                 | Tommy Salo       |                                     | Arbitrage : Kerry Fraser Dennis LaRue Lonnie Cameron Kevin Collins |
| 10 min           | Pénalités                                                                                | 14 min           |                                     | Arbitrage : Kerry Fraser Dennis LaRue Lonnie Cameron Kevin Collins |
| 28               | Tirs                                                                                     | 22               |                                     | Arbitrage : Kerry Fraser Dennis LaRue Lonnie Cameron Kevin Collins |

| 14 avril | Dallas | 3-4 (2-3, 0-1, 1-0) | Edmonton | Reunion Arena 17 001 spectateurs |

| Feuille de match | Feuille de match                                                                                            | Feuille de match            | Feuille de match | Feuille de match                                                |
| ---------------- | --- | --------------------------- | --- | --------------------------------------------------------------- |
|                  | Keane (Muller, Sydor) — 26 s Nieuwendyk (Morrow) — 11 min 12 s (SN) Sydor (Zoubov, Hull) — 41 min 18 s (SN) | 1-0 1-1 2-1 2-2 2-3 2-4 3-4 | Cleary (Brewer, Weight) — 9 min 37 s (SN) Laraque (Poti, Smyth) — 11 min 34 s Murray (Niinimaa, Weight) — 18 min 14 s (SN) Carter (Poti, Brewer) — 33 min 32 s (SN) | Arbitrage : Kerry Fraser Mike Leggo Kevin Collins Brad Kovachik |
| Edward Belfour   | Gardiens | Tommy Salo                  | | Arbitrage : Kerry Fraser Mike Leggo Kevin Collins Brad Kovachik |
| 26 min           | Pénalités                                                                                                   | 18 min                      | | Arbitrage : Kerry Fraser Mike Leggo Kevin Collins Brad Kovachik |
| 25               | Tirs | 31                          | | Arbitrage : Kerry Fraser Mike Leggo Kevin Collins Brad Kovachik |

| 15 avril | Edmonton | 2-3 (pr) (0-1, 0-0, 2-1, 0-1) | Dallas | Skyreach Centre 17 100 spectateurs |

| Feuille de match | Feuille de match                                                           | Feuille de match    | Feuille de match                                                                                         | Feuille de match                                                     |
| ---------------- | -------------------------------------------------------------------------- | ------------------- | --- | -------------------------------------------------------------------- |
|                  | Smyth (Laraque, Brewer) — 38 min 57 s Murray (Brewer, Smyth) — 39 min 53 s | 0-1 0-2 1-2 2-2 2-3 | Zoubov (Modano, Muller) — 3 min 6 s Modano (Langenbrunner) — 45 min 51 s (SN) Hogue (Hull) — 79 min 48 s | Arbitrage : Mark Faucette Michael McGeough Greg Devorski Mark Wheler |
| Tommy Salo       | Gardiens                                                                   | Edward Belfour      | | Arbitrage : Mark Faucette Michael McGeough Greg Devorski Mark Wheler |
| 8 min            | Pénalités                                                                  | 10 min              | | Arbitrage : Mark Faucette Michael McGeough Greg Devorski Mark Wheler |
| 28               | Tirs                                                                       | 40                  | | Arbitrage : Mark Faucette Michael McGeough Greg Devorski Mark Wheler |

| 17 avril | Edmonton | 2-1 (pr) (0-0, 1-0, 0-1, 1-0) | Dallas | Skyreach Centre 17 100 spectateurs |

| Feuille de match | Feuille de match                                                                | Feuille de match | Feuille de match                     | Feuille de match                                                  |
| ---------------- | ------------------------------------------------------------------------------- | ---------------- | ------------------------------------ | ----------------------------------------------------------------- |
|                  | Carter (Comrie, Brewer) — 34 min 24 s Comrie (Smyth, Carter) — 77 min 19 s (SN) | 1-0 1-1 2-1      | Keane (Muller, Zoubov) — 53 min 15 s | Arbitrage : Terry Gregson Dan Marouelli Greg Devorski Mark Wheler |
| Tommy Salo       | Gardiens                                                                        | Edward Belfour   |                                      | Arbitrage : Terry Gregson Dan Marouelli Greg Devorski Mark Wheler |
| 25 min           | Pénalités                                                                       | 14 min           |                                      | Arbitrage : Terry Gregson Dan Marouelli Greg Devorski Mark Wheler |
| 32               | Tirs                                                                            | 35               |                                      | Arbitrage : Terry Gregson Dan Marouelli Greg Devorski Mark Wheler |

| 19 avril | Dallas | 4-3 (pr) (1-0, 1-0, 1-3, 1-0) | Edmonton | Reunion Arena 17 001 spectateurs |

| Feuille de match | Feuille de match | Feuille de match            | Feuille de match | Feuille de match                                                  |
| ---------------- | --- | --------------------------- | --- | ----------------------------------------------------------------- |
|                  | Lehtinen (Ledyard, Hull) — 6 min 2 s Langenbrunner (Morrow, Van Allen) — 21 min 12 s MacLean (Zoubov, Keane) — 55 min 38 s muller (MacLean, Keane) — 68 min 1 s | 1-0 2-0 2-1 2-2 2-3 3-3 4-3 | Carter (Comrie, Smith) — 42 min 32 s Weigth (Niinimaa, Smyth) — 43 min 4 s Brewer (Weight, Cleary) — 45 min 29 s (SN) | Arbitrage : Don Koharski Kevin Pollock Brad Kovachik Dan Schachte |
| Edward Belfour   | Gardiens | Tommy Salo                  | | Arbitrage : Don Koharski Kevin Pollock Brad Kovachik Dan Schachte |
| 8 min            | Pénalités | 10 min                      | | Arbitrage : Don Koharski Kevin Pollock Brad Kovachik Dan Schachte |
| 34               | Tirs | 18                          | | Arbitrage : Don Koharski Kevin Pollock Brad Kovachik Dan Schachte |

| 21 avril | Edmonton | 1-3 (1-0, 0-0, 0-3) | Dallas | Skyreach Centre 17 100 spectateurs |

| Feuille de match | Feuille de match            | Feuille de match | Feuille de match                                                                              | Feuille de match                                                  |
| ---------------- | --------------------------- | ---------------- | --------------------------------------------------------------------------------------------- | ----------------------------------------------------------------- |
|                  | Smyth (Weight) — 4 min 44 s | 1-0 1-1 1-2 1-3  | Hull (Modano) — 48 min 57 s Nieuwendyk (Hull, Hatcher) — 57 min 7 s Modano — 59 min 16 s (CV) | Arbitrage : Bill McCreary Stephen Walkom Mike Cvik Scott Driscoll |
| Tommy Salo       | Gardiens                    | Edward Belfour   |                                                                                               | Arbitrage : Bill McCreary Stephen Walkom Mike Cvik Scott Driscoll |
| 8 min            | Pénalités                   | 12 min           |                                                                                               | Arbitrage : Bill McCreary Stephen Walkom Mike Cvik Scott Driscoll |
| 21               | Tirs                        | 26               |                                                                                               | Arbitrage : Bill McCreary Stephen Walkom Mike Cvik Scott Driscoll |

#### Saint-Louis contre San José
Saint-Louis gagne la série 4–2. 
| 12 avril | Saint-Louis | 3-1 (0-0, 1-0, 2-1) | San José | Savvis Center 19 407 spectateurs |

| Feuille de match | Feuille de match | Feuille de match | Feuille de match                           | Feuille de match                                                  |
| ---------------- | --- | ---------------- | ------------------------------------------ | ----------------------------------------------------------------- |
|                  | Turgeon (Young, Tkachuk) — 37 min 10 s Young (Drake, Turgeon) — 40 min 38 s MacInnis (Pronger, Turgeon) — 47 min (SN) | 1-0 2-0 3-0 3-1  | Marleau (Matteau, Marchment) — 51 min 15 s | Arbitrage : Mark Faucette Rob Schick Brad Lazarowich Randy Mitton |
| Roman Turek      | Gardiens | Ievgueni Nabokov |                                            | Arbitrage : Mark Faucette Rob Schick Brad Lazarowich Randy Mitton |
| 24 min           | Pénalités | 28 min           |                                            | Arbitrage : Mark Faucette Rob Schick Brad Lazarowich Randy Mitton |
| 24               | Tirs | 22               |                                            | Arbitrage : Mark Faucette Rob Schick Brad Lazarowich Randy Mitton |

| 14 avril | Saint-Louis | 0-1 (0-0, 0-1, 0-0) | San José | Savvis Center 19 534 spectateurs |

| Feuille de match | Feuille de match | Feuille de match | Feuille de match                               | Feuille de match                                                     |
| ---------------- | ---------------- | ---------------- | ---------------------------------------------- | -------------------------------------------------------------------- |
|                  |                  | 0-1              | Thornton (Damphousse, Sundström) — 33 min 52 s | Arbitrage : Paul Devorski Kevin Pollock Brad Lazarowich Randy Mitton |
| Roman Turek      | Gardiens         | Ievgueni Nabokov |                                                | Arbitrage : Paul Devorski Kevin Pollock Brad Lazarowich Randy Mitton |
| 6 min            | Pénalités        | 10 min           |                                                | Arbitrage : Paul Devorski Kevin Pollock Brad Lazarowich Randy Mitton |
| 28               | Tirs             | 19               |                                                | Arbitrage : Paul Devorski Kevin Pollock Brad Lazarowich Randy Mitton |

| 16 avril | San José | 3-6 (1-3, 1-2, 1-1) | Saint-Louis | Compaq Center 17 496 spectateurs |

| Feuille de match | Feuille de match | Feuille de match                    | Feuille de match | Feuille de match                                                  |
| ---------------- | --- | ----------------------------------- | --- | ----------------------------------------------------------------- |
|                  | Thornton (Sundström, Norton) — 16 min 19 s Damphousse (Matteau, Ragnarsson) — 32 min 30 s (IN) Granato (Hannan) — 43 min 13 s | 0-1 0-2 0-3 1-3 1-4 2-4 2-5 3-5 3-6 | Mellanby (Young, Turgeon) — 2 min 31 s (SN) Hecht (Demitra) — 4 min 16 s Stillman (Corso) — 13 min 49 s Drake (Young, MacInnis) — 26 min 17 s (IN) Turgeon (Young, MacInnis) — 37 min 12 s (SN) Drake (Turgeon, Pronger) — 59 min 21 s (CV) | Arbitrage : Kerry Fraser Dennis LaRue Kevin Collins Brad Kovachik |
| Ievgueni Nabokov | Gardiens | Roman Turek                         | | Arbitrage : Kerry Fraser Dennis LaRue Kevin Collins Brad Kovachik |
| 16 min           | Pénalités | 18 min                              | | Arbitrage : Kerry Fraser Dennis LaRue Kevin Collins Brad Kovachik |
| 38               | Tirs | 22                                  | | Arbitrage : Kerry Fraser Dennis LaRue Kevin Collins Brad Kovachik |

| 17 avril | San José | 3-2 (0-1, 3-0, 0-1) | Saint-Louis | Compaq Center 17 496 spectateurs |

| Feuille de match | Feuille de match                                                                                          | Feuille de match    | Feuille de match                                                                     | Feuille de match                                                 |
| ---------------- | --- | ------------------- | ------------------------------------------------------------------------------------ | ---------------------------------------------------------------- |
|                  | Damphousse (Nolan, Sturm) — 20 min 58 s Thornton (Ricci) — 26 min 49 s Nolan (Sturm, Ricci) — 32 min 32 s | 0-1 1-1 2-1 3-1 3-2 | Tkachuk (Khavanov, Stillman) — 19 min 59 s (SN) Drake (Turgeon, Hecht) — 59 min 35 s | Arbitrage : Kerry Fraser Mike Leggo Lonnie Cameron Kevin Collins |
| Miikka Kiprusoff | Gardiens                                                                                                  | Roman Turek         |                                                                                      | Arbitrage : Kerry Fraser Mike Leggo Lonnie Cameron Kevin Collins |
| 12 min           | Pénalités                                                                                                 | 16 min              |                                                                                      | Arbitrage : Kerry Fraser Mike Leggo Lonnie Cameron Kevin Collins |
| 25               | Tirs | 41                  |                                                                                      | Arbitrage : Kerry Fraser Mike Leggo Lonnie Cameron Kevin Collins |

| 19 avril | Saint-Louis | 3-2 (pr) (1-1, 0-1, 1-0, 1-0) | San José | Savvis Center 19 853 spectateurs |

| Feuille de match | Feuille de match                                                                                           | Feuille de match    | Feuille de match                                                                | Feuille de match                                                   |
| ---------------- | --- | ------------------- | ------------------------------------------------------------------------------- | ------------------------------------------------------------------ |
|                  | Young (Drake, Pronger) — 7 min 7 s Drake (Turgeon, Tkachuk) — 57 min 12 s Salvador (Turgeon) — 69 min 54 s | 1-0 1-1 1-2 2-2 3-2 | Matteau (Selänne, Rathje) — 8 min 54 s Marleau (Selänne, Matteau) — 31 min 56 s | Arbitrage : Rob Shick Stephen Walkom Gordon Broseker Greg Devorski |
| Roman Turek      | Gardiens                                                                                                   | Miikka Kiprusoff    |                                                                                 | Arbitrage : Rob Shick Stephen Walkom Gordon Broseker Greg Devorski |
| 8 min            | Pénalités                                                                                                  | 10 min              |                                                                                 | Arbitrage : Rob Shick Stephen Walkom Gordon Broseker Greg Devorski |
| 38               | Tirs | 26                  |                                                                                 | Arbitrage : Rob Shick Stephen Walkom Gordon Broseker Greg Devorski |

| 21 avril | San José | 1-2 (0-0, 0-2, 1-0) | Saint-Louis | Compaq Center 17 496 spectateurs |

| Feuille de match | Feuille de match                        | Feuille de match | Feuille de match                                                                       | Feuille de match                                                    |
| ---------------- | --------------------------------------- | ---------------- | -------------------------------------------------------------------------------------- | ------------------------------------------------------------------- |
|                  | Stuart (Ricci, Sundström) — 52 min 31 s | 0-1 0-2 1-2      | Stillman (Hecht, Mellanby) — 35 min 20 s (SN) Demitra (Tkachuk, Pronger) — 36 min 12 s | Arbitrage : Dan Marouelli Dean Warren Gordon Broseker Greg Devorski |
| Ievgueni Nabokov | Gardiens                                | Roman Turek      |                                                                                        | Arbitrage : Dan Marouelli Dean Warren Gordon Broseker Greg Devorski |
| 12 min           | Pénalités                               | 4 min            |                                                                                        | Arbitrage : Dan Marouelli Dean Warren Gordon Broseker Greg Devorski |
| 31               | Tirs                                    | 30               |                                                                                        | Arbitrage : Dan Marouelli Dean Warren Gordon Broseker Greg Devorski |

### Finales de division

#### New Jersey contre Toronto
New Jersey gagne la série 4–3.
| 26 avril | New Jersey | 0-2 (0-0, 0-2, 0-0) | Toronto | Continental Airlines Arena 19 040 spectateurs |

| Feuille de match | Feuille de match | Feuille de match | Feuille de match                                                                   | Feuille de match                                                     |
| ---------------- | ---------------- | ---------------- | ---------------------------------------------------------------------------------- | -------------------------------------------------------------------- |
|                  |                  | 0-1 0-2          | Antropov (Berezine, Berg) — 23 min 16 s Thomas (Sundin, Roberts) — 29 min 2 s (SN) | Arbitrage : Mark Faucette Michael McGeough Jean Morin Pierre Racicot |
| Martin Brodeur   | Gardiens         | Curtis Joseph    |                                                                                    | Arbitrage : Mark Faucette Michael McGeough Jean Morin Pierre Racicot |
| 8 min            | Pénalités        | 18 min           |                                                                                    | Arbitrage : Mark Faucette Michael McGeough Jean Morin Pierre Racicot |
| 32               | Tirs             | 17               |                                                                                    | Arbitrage : Mark Faucette Michael McGeough Jean Morin Pierre Racicot |

| 28 avril | New Jersey | 6-5 (pr) (0-1, 4-0, 1-4, 1-0) | Toronto | Continental Airlines Arena 19 040 spectateurs |

| Feuille de match | Feuille de match | Feuille de match                            | Feuille de match | Feuille de match                                                 |
| ---------------- | --- | ------------------------------------------- | --- | ---------------------------------------------------------------- |
|                  | Gomez (Daneyko, Moguilny) — 22 min 58 s Rafalski (Niedermayer, Moguilny) — 25 min 25 s Moguilny (Gomez, Brodeur) — 29 min 27 s Madden (Moguilny) — 35 min 4 s Moguilny (Gomez) — 41 min 7 s (SN) McKay (Holík, Bryline) — 65 min 31 s | 0-1 1-1 2-1 3-1 4-1 4-2 5-2 5-3 5-4 5-5 6-5 | Markov (Roberts, Sundin) — 8 min 30 s Sundin (Roberts) — 40 min 29 s (IN) Thomas (Sundin, Cross) — 45 min 59 s Sundin (Thomas, Roberts) — 49 min 33 s Thomas (Berezine) — 59 min 37 s | Arbitrage : Kerry Fraser Dan Marouelli Jean Morin Pierre Racicot |
| Martin Brodeur   | Gardiens | Curtis Joseph                               | | Arbitrage : Kerry Fraser Dan Marouelli Jean Morin Pierre Racicot |
| 12 min           | Pénalités | 16 min                                      | | Arbitrage : Kerry Fraser Dan Marouelli Jean Morin Pierre Racicot |
| 33               | Tirs | 21                                          | | Arbitrage : Kerry Fraser Dan Marouelli Jean Morin Pierre Racicot |

| 1er mai | Toronto | 2-3 (pr) (0-1, 2-0, 0-1, 0-1) | New Jersey | Air Canada Centre 19 457 spectateurs |

| Feuille de match | Feuille de match                                                                    | Feuille de match    | Feuille de match                                                                                          | Feuille de match                                                |
| ---------------- | ----------------------------------------------------------------------------------- | ------------------- | --- | --------------------------------------------------------------- |
|                  | Valk (Markov, Perreault) — 28 min 52 s Thomas (Roberts, Kaberle) — 31 min 26 s (SN) | 0-1 1-1 2-1 2-2 2-3 | Holík (Arnott, Eliáš) — 9 min 21 s (SN) Gomez (Rafalski, Stevens) — 41 min 34 s Rafalski (Holík) — 67 min | Arbitrage : Rob Shick Stephen Walkom Kevin Collins Dan Schachte |
| Curtis Joseph    | Gardiens                                                                            | Martin Brodeur      | | Arbitrage : Rob Shick Stephen Walkom Kevin Collins Dan Schachte |
| 16 min           | Pénalités                                                                           | 12 min              | | Arbitrage : Rob Shick Stephen Walkom Kevin Collins Dan Schachte |
| 28               | Tirs                                                                                | 45                  | | Arbitrage : Rob Shick Stephen Walkom Kevin Collins Dan Schachte |

| 3 mai | Toronto | 3-1 (1-0, 2-1, 0-0) | New Jersey | Air Canada Centre 19 454 spectateurs |

| Feuille de match | Feuille de match | Feuille de match | Feuille de match                         | Feuille de match                                                  |
| ---------------- | --- | ---------------- | ---------------------------------------- | ----------------------------------------------------------------- |
|                  | Corson (Tucker, Domi) — 14 min 38 s Berezine (Perreault, Iouchkevitch) — 21 min 21 s Sundin (Thomas, Roberts) — 30 min 43 s | 1-0 2-0 2-1 3-1  | Eliáš (Sýkora, Holík) — 29 min 21 s (SN) | Arbitrage : Paul Devorski Don Koharski Kevin Collins Dan Schachte |
| Curtis Joseph    | Gardiens | Martin Brodeur   |                                          | Arbitrage : Paul Devorski Don Koharski Kevin Collins Dan Schachte |
| 22 min           | Pénalités | 24 min           |                                          | Arbitrage : Paul Devorski Don Koharski Kevin Collins Dan Schachte |
| 20               | Tirs | 24               |                                          | Arbitrage : Paul Devorski Don Koharski Kevin Collins Dan Schachte |

| 5 mai | New Jersey | 2-3 (0-1, 2-1, 0-1) | Toronto | Continental Airlines Arena 19 040 spectateurs |

| Feuille de match | Feuille de match                                                          | Feuille de match    | Feuille de match                                                                                                  | Feuille de match                                               |
| ---------------- | ------------------------------------------------------------------------- | ------------------- | --- | -------------------------------------------------------------- |
|                  | Sýkora (Eliáš) — 32 min 43 s Arnott (Sýkora, Rafalski) — 36 min 50 s (SN) | 0-1 0-2 1-2 2-2 2-3 | McCabe (Sundin, Kaberle) — 9 min 30 s (SN) Cross (Perreault) — 24 min 33 s Kaberle (Tucker, Corson) — 59 min 30 s | Arbitrage : Bill McCreary Brad Watson Tim Nowak Ray Scapinello |
| Martin Brodeur   | Gardiens                                                                  | Curtis Joseph       | | Arbitrage : Bill McCreary Brad Watson Tim Nowak Ray Scapinello |
| 10 min           | Pénalités                                                                 | 10 min              | | Arbitrage : Bill McCreary Brad Watson Tim Nowak Ray Scapinello |
| 26               | Tirs                                                                      | 20                  | | Arbitrage : Bill McCreary Brad Watson Tim Nowak Ray Scapinello |

| 7 mai | Toronto | 2-4 (0-1, 1-2, 1-1) | New Jersey | Air Canada Centre 19 481 spectateurs |

| Feuille de match | Feuille de match                                                                       | Feuille de match        | Feuille de match | Feuille de match                                                      |
| ---------------- | -------------------------------------------------------------------------------------- | ----------------------- | --- | --------------------------------------------------------------------- |
|                  | Thomas (Roberts, McCabe) — 25 min 7 s (SN) Sundin (McCabe, Kaberle) — 42 min 17 s (SN) | 0-1 1-1 1-2 1-3 2-3 2-4 | Sýkora (Arnott) — 4 min 54 s McKay (Gomez, Moguilny) — 35 min 18 s (SN) Rafalski (Pandolfo, Stevenson) — 39 min 52 s Arnott (Eliáš, Sýkora) — 45 min 58 s | Arbitrage : Dan Marouelli Kevin Pollock Scott Driscoll Ray Scapinello |
| Curtis Joseph    | Gardiens                                                                               | Martin Brodeur          | | Arbitrage : Dan Marouelli Kevin Pollock Scott Driscoll Ray Scapinello |
| 14 min           | Pénalités                                                                              | 20 min                  | | Arbitrage : Dan Marouelli Kevin Pollock Scott Driscoll Ray Scapinello |
| 26               | Tirs                                                                                   | 26                      | | Arbitrage : Dan Marouelli Kevin Pollock Scott Driscoll Ray Scapinello |

| 9 mai | New Jersey | 5-1 (0-1, 4-0, 1-0) | Toronto | Continental Airlines Arena 19 040 spectateurs |

| Feuille de match | Feuille de match | Feuille de match        | Feuille de match                          | Feuille de match                                                  |
| ---------------- | --- | ----------------------- | ----------------------------------------- | ----------------------------------------------------------------- |
|                  | Nemtchinov (Moguilny, Gomez) — 21 min 32 s Eliáš (Sýkora, Arnott) — 27 min 13 s (SN) Eliáš (Stevens, Daneyko) — 29 min 12 s Stevens (McKay, Madden) — 34 min 41 s Madden (Sýkora, Arnott) — 50 min 50 s | 0-1 1-1 2-1 3-1 4-1 5-1 | Thomas (Sundin, Roberts) — 9 min 6 s (SN) | Arbitrage : Bill McCreary Stephen Walkom Kevin Collins Jean Morin |
| Martin Brodeur   | Gardiens | Curtis Joseph           |                                           | Arbitrage : Bill McCreary Stephen Walkom Kevin Collins Jean Morin |
| 4 min            | Pénalités | 6 min                   |                                           | Arbitrage : Bill McCreary Stephen Walkom Kevin Collins Jean Morin |
| 20               | Tirs | 16                      |                                           | Arbitrage : Bill McCreary Stephen Walkom Kevin Collins Jean Morin |

#### Buffalo contre Pittsburgh
Pittsburgh gagne la série 4–3.
| 26 avril | Buffalo | 0-3 (0-1, 0-0, 0-2) | Pittsburgh | HSBC Arena 18 136 spectateurs |

| Feuille de match | Feuille de match | Feuille de match | Feuille de match                                                                                          | Feuille de match                                              |
| ---------------- | ---------------- | ---------------- | --- | ------------------------------------------------------------- |
|                  |                  | 0-1 0-2 0-3      | Lemieux (Jágr, Hrdina) — 5 min 7 s Hrdina (Beránek) — 54 min 2 s Primeau (Lemieux, Beránek) — 57 min 40 s | Arbitrage : Kerry Fraser Dean Warren Tim Nowak Ray Scapinello |
| Dominik Hašek    | Gardiens         | Johan Hedberg    | | Arbitrage : Kerry Fraser Dean Warren Tim Nowak Ray Scapinello |
| 12 min           | Pénalités        | 12 min           | | Arbitrage : Kerry Fraser Dean Warren Tim Nowak Ray Scapinello |
| 25               | Tirs             | 32               | | Arbitrage : Kerry Fraser Dean Warren Tim Nowak Ray Scapinello |

| 28 avril | Buffalo | 1-3 (0-0, 1-1, 0-2) | Pittsburgh | HSBC Arena 18 690 spectateurs |

| Feuille de match | Feuille de match                           | Feuille de match | Feuille de match | Feuille de match                                                    |
| ---------------- | ------------------------------------------ | ---------------- | --- | ------------------------------------------------------------------- |
|                  | Barnes (Šatan, Audette) — 34 min 44 s (SN) | 0-1 1-1 1-2 1-3  | Lang (Straka, Kovaliov) — 30 min 11 s Ference (Straka, Lemieux) — 48 min 9 s Kovaliov (Boughner) — 59 min 57 s (CV) | Arbitrage : Terry Gregson Michael McGeough Tim Nowak Ray Scapinello |
| Dominik Hašek    | Gardiens                                   | Johan Hedberg    | | Arbitrage : Terry Gregson Michael McGeough Tim Nowak Ray Scapinello |
| 8 min            | Pénalités                                  | 14 min           | | Arbitrage : Terry Gregson Michael McGeough Tim Nowak Ray Scapinello |
| 22               | Tirs                                       | 15               | | Arbitrage : Terry Gregson Michael McGeough Tim Nowak Ray Scapinello |

| 30 avril | Pittsburgh | 1-4 (0-0, 1-1, 0-3) | Buffalo | Mellon Arena 17 148 spectateurs |

| Feuille de match | Feuille de match                                | Feuille de match    | Feuille de match | Feuille de match                                              |
| ---------------- | ----------------------------------------------- | ------------------- | --- | ------------------------------------------------------------- |
|                  | Stevens (Ference, Laukkanen) — 25 min 34 s (SN) | 1-0 1-1 1-2 1-3 1-4 | Brown (Patrick, Varaďa) — 33 min 4 s Woolley (Gilmour, Afinoguenov) — 49 min 51 s Šatan (Afinoguenov, Woolley) — 53 min 3 s Patrick — 59 min 39 s (CV) | Arbitrage : Mark Faucette Rob Shick Jean Morin Pierre Racicot |
| Johan Hedberg    | Gardiens                                        | Dominik Hašek       | | Arbitrage : Mark Faucette Rob Shick Jean Morin Pierre Racicot |
| 28 min           | Pénalités                                       | 16 min              | | Arbitrage : Mark Faucette Rob Shick Jean Morin Pierre Racicot |
| 20               | Tirs                                            | 30                  | | Arbitrage : Mark Faucette Rob Shick Jean Morin Pierre Racicot |

| 2 mai | Pittsburgh | 2-5 (1-2, 1-0, 0-3) | Buffalo | Mellon Arena 17 148 spectateurs |

| Feuille de match | Feuille de match                                                                     | Feuille de match            | Feuille de match | Feuille de match                                                 |
| ---------------- | ------------------------------------------------------------------------------------ | --------------------------- | --- | ---------------------------------------------------------------- |
|                  | Straka (Lemieux, Morozov) — 11 min 10 s (SN) Laukkanen (Jágr, Lemieux) — 25 min 24 s | 0-1 1-1 1-2 2-2 2-3 2-4 2-5 | Dumont (Audette, Barnes) — 1 min 28 s Brown (Šatan) — 19 min 13 s (IN) Barnes (Audette, Woolley) — 44 min 44 s Tsyplakow (Varaďa, Jitnik) — 54 min 24 s Barnes (Heinze, Dumont) — 58 min 9 s (SN) | Arbitrage : Don Koharski Kevin Pollock Jean Morin Pierre Racicot |
| Johan Hedberg    | Gardiens                                                                             | Dominik Hašek               | | Arbitrage : Don Koharski Kevin Pollock Jean Morin Pierre Racicot |
| 6 min            | Pénalités                                                                            | 6 min                       | | Arbitrage : Don Koharski Kevin Pollock Jean Morin Pierre Racicot |
| 17               | Tirs                                                                                 | 28                          | | Arbitrage : Don Koharski Kevin Pollock Jean Morin Pierre Racicot |

| 5 mai | Buffalo | 3-2 (pr) (0-1, 1-1, 1-0, 1-0) | Pittsburgh | HSBC Arena 18 690 spectateurs |

| Feuille de match | Feuille de match | Feuille de match    | Feuille de match                                                                        | Feuille de match                                                        |
| ---------------- | --- | ------------------- | --------------------------------------------------------------------------------------- | ----------------------------------------------------------------------- |
|                  | Gratton (Šatan, Woolley) — 29 min 54 s (SN) Brown (Šmehlík) — 51 min 16 s (IN) Barnes (Dumont, Audette) — 68 min 34 s | 0-1 0-2 1-2 2-2 3-2 | Jágr (Lemieux, Ference) — 14 min 51 s (SN) Morozov (Kasparaitis, Primeau) — 22 min 36 s | Arbitrage : Dan Marouelli Don VanMassenhoven Kevin Collins Dan Schachte |
| Dominik Hašek    | Gardiens | Johan Hedberg       |                                                                                         | Arbitrage : Dan Marouelli Don VanMassenhoven Kevin Collins Dan Schachte |
| 36 min           | Pénalités | 19 min              |                                                                                         | Arbitrage : Dan Marouelli Don VanMassenhoven Kevin Collins Dan Schachte |
| 30               | Tirs | 27                  |                                                                                         | Arbitrage : Dan Marouelli Don VanMassenhoven Kevin Collins Dan Schachte |

| 8 mai | Pittsburgh | 3-2 (pr) (0-1, 1-1, 1-0, 1-0) | Buffalo | Mellon Arena 17 148 spectateurs |

| Feuille de match | Feuille de match | Feuille de match    | Feuille de match                                                   | Feuille de match                                              |
| ---------------- | --- | ------------------- | ------------------------------------------------------------------ | ------------------------------------------------------------- |
|                  | Kovaliov (Straka, Laukkanen) — 25 min 14 s Lemieux (Kovaliov, Straka) — 58 min 42 s Straka (Kovaliov, Lang) — 71 min 29 s | 0-1 1-1 1-2 2-2 3-2 | Afinoguenov (Heinze) — 9 min 26 s Audette (Warrener) — 35 min 12 s | Arbitrage : Bill McCreary Brad Watson Greg Devorski Tim Nowak |
| Johan Hedberg    | Gardiens | Dominik Hašek       |                                                                    | Arbitrage : Bill McCreary Brad Watson Greg Devorski Tim Nowak |
| 6 min            | Pénalités | 12 min              |                                                                    | Arbitrage : Bill McCreary Brad Watson Greg Devorski Tim Nowak |
| 33               | Tirs | 18                  |                                                                    | Arbitrage : Bill McCreary Brad Watson Greg Devorski Tim Nowak |

| 10 mai | Buffalo | 2-3 (pr) (0-0, 1-1, 1-1, 0-1) | Pittsburgh | HSBC Arena 18 690 spectateurs |

| Feuille de match | Feuille de match                                                                    | Feuille de match    | Feuille de match                                                                                             | Feuille de match                                                     |
| ---------------- | ----------------------------------------------------------------------------------- | ------------------- | --- | -------------------------------------------------------------------- |
|                  | Dumont (Barnes, Audette) — 21 min 50 s Heinze (Woolley, Gratton) — 40 min 32 s (SN) | 1-0 1-1 2-1 2-2 2-3 | Ference (Straka, Jágr) — 28 min 19 s (SN) Lang (Straka, Jágr) — 49 min Kasparaitis (Lang, Jágr) — 73 min 1 s | Arbitrage : Paul Devorski Don Koharski Scott Driscoll Ray Scapinello |
| Dominik Hašek    | Gardiens                                                                            | Johan Hedberg       | | Arbitrage : Paul Devorski Don Koharski Scott Driscoll Ray Scapinello |
| 8 min            | Pénalités                                                                           | 10 min              | | Arbitrage : Paul Devorski Don Koharski Scott Driscoll Ray Scapinello |
| 30               | Tirs                                                                                | 28                  | | Arbitrage : Paul Devorski Don Koharski Scott Driscoll Ray Scapinello |

#### Colorado contre Los Angeles
Colorado gagne la série 4–3.
| 26 avril | Colorado | 3-4 (pr) (1-1, 1-1, 1-1, 0-1) | Los Angeles | Pepsi Center 18 007 spectateurs |

| Feuille de match | Feuille de match | Feuille de match            | Feuille de match | Feuille de match                                                    |
| ---------------- | --- | --------------------------- | --- | ------------------------------------------------------------------- |
|                  | Drury (Forsberg, Nieminen) — 15 min 59 s Blake (Forsberg, Tanguay) — 22 min 40 s Forsberg (Hejduk, Blake) — 55 min 30 s (SN) | 0-1 1-1 2-1 2-2 2-3 3-3 3-4 | Murray (Schneider, Miller) — 9 min 20 s Emerson (Deadmarsh) — 29 min 29 s Murray (Smolinski, Schneider) — 53 min Modrý (Stümpel, Schneider) — 74 min 23 s (SN) | Arbitrage : Paul Devorski Kevin Pollock Brad Lazarowich Mark Wheler |
| Patrick Roy      | Gardiens | Félix Potvin                | | Arbitrage : Paul Devorski Kevin Pollock Brad Lazarowich Mark Wheler |
| 12 min           | Pénalités | 14 min                      | | Arbitrage : Paul Devorski Kevin Pollock Brad Lazarowich Mark Wheler |
| 37               | Tirs | 25                          | | Arbitrage : Paul Devorski Kevin Pollock Brad Lazarowich Mark Wheler |

| 28 avril | Colorado | 2-0 (0-0, 1-0, 1-0) | Los Angeles | Pepsi Center 18 007 spectateurs |

| Feuille de match | Feuille de match                                                                    | Feuille de match | Feuille de match | Feuille de match                                                   |
| ---------------- | ----------------------------------------------------------------------------------- | ---------------- | ---------------- | ------------------------------------------------------------------ |
|                  | Nieminen (Forsberg, Drury) — 22 min 29 s (SN) Sakic (Hejduk, Tanguay) — 55 min 13 s | 1-0 2-0          |                  | Arbitrage : Paul Devorski Don Koharski Brad Lazarowich Mark Wheler |
| Patrick Roy      | Gardiens                                                                            | Félix Potvin     |                  | Arbitrage : Paul Devorski Don Koharski Brad Lazarowich Mark Wheler |
| 8 min            | Pénalités                                                                           | 12 min           |                  | Arbitrage : Paul Devorski Don Koharski Brad Lazarowich Mark Wheler |
| 28               | Tirs                                                                                | 20               |                  | Arbitrage : Paul Devorski Don Koharski Brad Lazarowich Mark Wheler |

| 30 avril | Los Angeles | 3-4 (1-1, 0-1, 2-2) | Colorado | Staples Center 18 478 spectateurs |

| Feuille de match | Feuille de match | Feuille de match            | Feuille de match | Feuille de match                                                        |
| ---------------- | --- | --------------------------- | --- | ----------------------------------------------------------------------- |
|                  | Robitaille (Pálffy, Schneider) — 16 min 17 s (SN) Murray (Smolinski, Robitaille) — 50 min (SN) Pálffy (Schneider, Smolinski) — 59 min 20 s | 0-1 1-1 1-2 1-3 2-3 2-4 3-4 | Blake (Nieminen) — 4 min 33 s Forsberg (Tanguay, Hejduk) — 30 min 43 s Hejduk (Forsberg) — 48 min 21 s Klemm (Tanguay, Hejduk) — 50 min 33 s | Arbitrage : Terry Gregson Michael McGeough Greg Devorski Scott Driscoll |
| Félix Potvin     | Gardiens | Patrick Roy                 | | Arbitrage : Terry Gregson Michael McGeough Greg Devorski Scott Driscoll |
| 14 min           | Pénalités | 12 min                      | | Arbitrage : Terry Gregson Michael McGeough Greg Devorski Scott Driscoll |
| 25               | Tirs | 21                          | | Arbitrage : Terry Gregson Michael McGeough Greg Devorski Scott Driscoll |

| 2 mai | Los Angeles | 0-3 (0-0, 0-3, 0-0) | Colorado | Staples Center 18 478 spectateurs |

| Feuille de match | Feuille de match | Feuille de match | Feuille de match                                                                                        | Feuille de match                                                          |
| ---------------- | ---------------- | ---------------- | --- | ------------------------------------------------------------------------- |
|                  |                  | 0-1 0-2 0-3      | Tanguay (Hejduk, Forsberg) — 23 min 55 s Hejduk (Klemm, Tanguay) — 36 min 27 s (SN) Drury — 38 min 13 s | Arbitrage : Bill McCreary Don VanMassenhoven Greg Devorski Scott Driscoll |
| Félix Potvin     | Gardiens         | Patrick Roy      | | Arbitrage : Bill McCreary Don VanMassenhoven Greg Devorski Scott Driscoll |
| 12 min           | Pénalités        | 6 min            | | Arbitrage : Bill McCreary Don VanMassenhoven Greg Devorski Scott Driscoll |
| 21               | Tirs             | 21               | | Arbitrage : Bill McCreary Don VanMassenhoven Greg Devorski Scott Driscoll |

| 4 mai | Colorado | 0-1 (0-0, 0-0, 0-1) | Los Angeles | Pepsi Center 18 007 spectateurs |

| Feuille de match | Feuille de match | Feuille de match | Feuille de match                   | Feuille de match                                                   |
| ---------------- | ---------------- | ---------------- | ---------------------------------- | ------------------------------------------------------------------ |
|                  |                  | 0-1              | Robitaille (Bélanger) — 50 min 5 s | Arbitrage : Terry Gregson Stephen Walkom Jean Morin Pierre Racicot |
| Patrick Roy      | Gardiens         | Félix Potvin     |                                    | Arbitrage : Terry Gregson Stephen Walkom Jean Morin Pierre Racicot |
| 8 min            | Pénalités        | 12 min           |                                    | Arbitrage : Terry Gregson Stephen Walkom Jean Morin Pierre Racicot |
| 20               | Tirs             | 26               |                                    | Arbitrage : Terry Gregson Stephen Walkom Jean Morin Pierre Racicot |

| 6 mai | Los Angeles | 1-0 (2 pr) (0-0, 0-0, 0-0, 0-0, 1-0) | Colorado | Staples Center 18 478 spectateurs |

| Feuille de match | Feuille de match               | Feuille de match | Feuille de match | Feuille de match                                                 |
| ---------------- | ------------------------------ | ---------------- | ---------------- | ---------------------------------------------------------------- |
|                  | Murray (Emerson) — 82 min 41 s | 1-0              |                  | Arbitrage : Mark Faucette Kerry Fraser Jean Morin Pierre Racicot |
| Félix Potvin     | Gardiens                       | Patrick Roy      |                  | Arbitrage : Mark Faucette Kerry Fraser Jean Morin Pierre Racicot |
| 8 min            | Pénalités                      | 14 min           |                  | Arbitrage : Mark Faucette Kerry Fraser Jean Morin Pierre Racicot |
| 32               | Tirs                           | 33               |                  | Arbitrage : Mark Faucette Kerry Fraser Jean Morin Pierre Racicot |

| 9 mai | Colorado | 5-1 (1-0, 0-1, 4-0) | Los Angeles | Pepsi Center 18 007 spectateurs |

| Feuille de match | Feuille de match | Feuille de match        | Feuille de match                          | Feuille de match                                                |
| ---------------- | --- | ----------------------- | ----------------------------------------- | --------------------------------------------------------------- |
|                  | Blake (Bourque, Sakic) — 18 min 29 s (SN) Drury (Forsberg, de Vries) — 43 min 3 s Nieminen (Bourque, Roy) — 46 min 22 s (SN) Podein (Messier, Yelle) — 51 min 7 s Hejduk (Tanguay) — 56 min 25 s (CV) | 1-0 1-1 2-1 3-1 4-1 5-1 | Emerson (Murray, Smolinski) — 38 min 31 s | Arbitrage : Dan Marouelli Rob Shick Brad Lazarowich Mark Wheler |
| Patrick Roy      | Gardiens | Félix Potvin            |                                           | Arbitrage : Dan Marouelli Rob Shick Brad Lazarowich Mark Wheler |
| 6 min            | Pénalités | 6 min                   |                                           | Arbitrage : Dan Marouelli Rob Shick Brad Lazarowich Mark Wheler |
| 36               | Tirs | 26                      |                                           | Arbitrage : Dan Marouelli Rob Shick Brad Lazarowich Mark Wheler |

#### Dallas contre Saint-Louis
Saint-Louis gagne la série 4–0.
| 27 avril | Dallas | 2-4 (1-2, 0-2, 1-0) | Saint-Louis | Reunion Arena 17 001 spectateurs |

| Feuille de match | Feuille de match                            | Feuille de match        | Feuille de match | Feuille de match                                                |
| ---------------- | ------------------------------------------- | ----------------------- | --- | --------------------------------------------------------------- |
|                  | MacLean — 9 min 55 s Lukowich — 52 min 22 s | 0-1 1-1 1-2 1-3 1-4 2-4 | Demitra (Reasoner, Tkachuk) — 9 min 2 s Reasoner (Hill) — 15 min 8 s Reasoner (Demitra, Pronger) — 23 min 30 s Turgeon (Young, Hecht) — 28 min 46 s | Arbitrage : Rob Shick Stephen Walkom Kevin Collins Dan Schachte |
| Edward Belfour   | Gardiens                                    | Roman Turek             | | Arbitrage : Rob Shick Stephen Walkom Kevin Collins Dan Schachte |
| 8 min            | Pénalités                                   | 12 min                  | | Arbitrage : Rob Shick Stephen Walkom Kevin Collins Dan Schachte |
| 23               | Tirs                                        | 21                      | | Arbitrage : Rob Shick Stephen Walkom Kevin Collins Dan Schachte |

| 29 avril | Dallas | 1-2 (0-2, 0-0, 1-0) | Saint-Louis | Reunion Arena 17 001 spectateurs |

| Feuille de match | Feuille de match               | Feuille de match | Feuille de match                                                   | Feuille de match                                                 |
| ---------------- | ------------------------------ | ---------------- | ------------------------------------------------------------------ | ---------------------------------------------------------------- |
|                  | Nieuwendyk (Hull) — 59 min 8 s | 0-1 0-2 1-2      | Reasoner (Tkachuk) — 1 min 25 s Young (MacInnis) — 9 min 32 s (IN) | Arbitrage : Bill McCreary Brad Watson Kevin Collins Dan Schachte |
| Edward Belfour   | Gardiens                       | Roman Turek      |                                                                    | Arbitrage : Bill McCreary Brad Watson Kevin Collins Dan Schachte |
| 12 min           | Pénalités                      | 12 min           |                                                                    | Arbitrage : Bill McCreary Brad Watson Kevin Collins Dan Schachte |
| 29               | Tirs                           | 24               |                                                                    | Arbitrage : Bill McCreary Brad Watson Kevin Collins Dan Schachte |

| 1er mai | Saint-Louis | 3-2 (2 pr) (0-1, 1-1, 0-1, 0-0, 1-0) | Dallas | Savvis Center 19 967 spectateurs |

| Feuille de match | Feuille de match | Feuille de match    | Feuille de match                                                            | Feuille de match                                                  |
| ---------------- | --- | ------------------- | --------------------------------------------------------------------------- | ----------------------------------------------------------------- |
|                  | Hecht (MacInnis, Mayers) — 37 min 59 s Khavanov (Mayers, Stillman) — 57 min 45 s Stillman (Mellanby, Eastwood) — 89 min 26 s | 0-1 0-2 1-2 2-2 3-2 | Keane (Modano, Zoubov) — 5 min 29 s Hull (Sydor, Modano) — 27 min 53 s (SN) | Arbitrage : Dan Marouelli Dean Warren Brad Lazarowich Mark Wheler |
| Roman Turek      | Gardiens | Edward Belfour      |                                                                             | Arbitrage : Dan Marouelli Dean Warren Brad Lazarowich Mark Wheler |
| 6 min            | Pénalités | 8 min               |                                                                             | Arbitrage : Dan Marouelli Dean Warren Brad Lazarowich Mark Wheler |
| 48               | Tirs | 27                  |                                                                             | Arbitrage : Dan Marouelli Dean Warren Brad Lazarowich Mark Wheler |

| 3 mai | Saint-Louis | 4-1 (0-0, 2-1, 2-0) | Dallas | Savvis Center 19 994 spectateurs |

| Feuille de match | Feuille de match | Feuille de match    | Feuille de match                                 | Feuille de match                                                   |
| ---------------- | --- | ------------------- | ------------------------------------------------ | ------------------------------------------------------------------ |
|                  | Khavanov (Turgeon) — 29 min 28 s Tkachuk (MacInnis, Pronger) — 34 min 37 s (SN) Pronger (Turgeon, Young) — 56 min 11 s Young (Tkachuk) — 58 min 36 s (CV) | 1-0 2-0 2-1 3-1 4-1 | Nieuwendyk (Langenbrunner, Morrow) — 36 min 40 s | Arbitrage : Mark Faucette Kerry Fraser Brad Lazarowich Mark Wheler |
| Roman Turek      | Gardiens | Edward Belfour      |                                                  | Arbitrage : Mark Faucette Kerry Fraser Brad Lazarowich Mark Wheler |
| 8 min            | Pénalités | 8 min               |                                                  | Arbitrage : Mark Faucette Kerry Fraser Brad Lazarowich Mark Wheler |
| 33               | Tirs | 33                  |                                                  | Arbitrage : Mark Faucette Kerry Fraser Brad Lazarowich Mark Wheler |

### Finales d'association

#### New Jersey contre Pittsburgh
New Jersey gagne la série 4–1 et le trophée Prince de Galles.
| 12 mai | New Jersey | 3-1 (1-1, 1-0, 1-0) | Pittsburgh | Continental Airlines Arena 19 040 spectateurs |

| Feuille de match | Feuille de match | Feuille de match | Feuille de match                           | Feuille de match                                                  |
| ---------------- | --- | ---------------- | ------------------------------------------ | ----------------------------------------------------------------- |
|                  | McKay (Rafalski) — 14 min 9 s (SN) Sýkora (Eliáš, Stevens) — 37 min 4 s (SN) Sýkora (Eliáš, Rafalski) — 41 min 20 s | 0-1 1-1 2-1 3-1  | Straka (Stevens, Ference) — 3 min 6 s (SN) | Arbitrage : Kerry Fraser Brad Watson Kevin Collins Ray Scapinello |
| Martin Brodeur   | Gardiens | Johan Hedberg    |                                            | Arbitrage : Kerry Fraser Brad Watson Kevin Collins Ray Scapinello |
| 4 min            | Pénalités | 6 min            |                                            | Arbitrage : Kerry Fraser Brad Watson Kevin Collins Ray Scapinello |
| 21               | Tirs | 15               |                                            | Arbitrage : Kerry Fraser Brad Watson Kevin Collins Ray Scapinello |

| 15 mai | New Jersey | 2-4 (2-0, 0-3, 0-1) | Pittsburgh | Continental Airlines Arena 19 040 spectateurs |

| Feuille de match | Feuille de match                                                                      | Feuille de match        | Feuille de match | Feuille de match                                                     |
| ---------------- | ------------------------------------------------------------------------------------- | ----------------------- | --- | -------------------------------------------------------------------- |
|                  | Pandolfo (Corkum, Nemtchinov) — 8 min 52 s Sýkora (Eliáš, Stevens) — 16 min 34 s (IN) | 1-0 2-0 2-1 2-2 2-3 2-4 | Morozov (Lemieux) — 29 min 20 s (IN) Kovaliov (Lemieux) — 32 min 17 s Corbet (Primeau) — 35 min 55 s Lang (Kovaliov, Straka) — 45 min 19 s | Arbitrage : Paul Devorski Kevin Pollock Kevin Collins Ray Scapinello |
| Martin Brodeur   | Gardiens                                                                              | Johan Hedberg           | | Arbitrage : Paul Devorski Kevin Pollock Kevin Collins Ray Scapinello |
| 6 min            | Pénalités                                                                             | 12 min                  | | Arbitrage : Paul Devorski Kevin Pollock Kevin Collins Ray Scapinello |
| 29               | Tirs                                                                                  | 23                      | | Arbitrage : Paul Devorski Kevin Pollock Kevin Collins Ray Scapinello |

| 17 mai | Pittsburgh | 0-3 (0-2, 0-0, 0-1) | New Jersey | Mellon Arena 17 148 spectateurs |

| Feuille de match | Feuille de match | Feuille de match | Feuille de match                                                                                          | Feuille de match                                             |
| ---------------- | ---------------- | ---------------- | --- | ------------------------------------------------------------ |
|                  |                  | 0-1 0-2 0-3      | Rafalski (Moguilny) — 8 min 42 s Arnott (Rafalski) — 12 min 37 s (SN) Eliáš (White, Sýkora) — 41 min 27 s | Arbitrage : Don Koharski Rob Shick Scott Driscoll Jean Morin |
| Johan Hedberg    | Gardiens         | Martin Brodeur   | | Arbitrage : Don Koharski Rob Shick Scott Driscoll Jean Morin |
| 4 min            | Pénalités        | 6 min            | | Arbitrage : Don Koharski Rob Shick Scott Driscoll Jean Morin |
| 20               | Tirs             | 36               | | Arbitrage : Don Koharski Rob Shick Scott Driscoll Jean Morin |

| 19 mai | Pittsburgh | 0-5 (0-1, 0-2, 0-2) | New Jersey | Mellon Arena 17 148 spectateurs |

| Feuille de match | Feuille de match | Feuille de match    | Feuille de match | Feuille de match                                                   |
| ---------------- | ---------------- | ------------------- | --- | ------------------------------------------------------------------ |
|                  |                  | 0-1 0-2 0-3 0-4 0-5 | Eliáš (Niedermayer, White) — 18 min 11 s Rafalski (Eliáš, O'Donnell) — 27 min 58 s Sýkora (Arnott, Rafalski) — 35 min 34 s Arnott — 44 min 17 s Rafalski (Sýkora, Holík) — 53 min 14 s (SN) | Arbitrage : Dan Marouelli Stephen Walkom Scott Driscoll Jean Morin |
| Johan Hedberg    | Gardiens         | Martin Brodeur      | | Arbitrage : Dan Marouelli Stephen Walkom Scott Driscoll Jean Morin |
| 10 min           | Pénalités        | 12 min              | | Arbitrage : Dan Marouelli Stephen Walkom Scott Driscoll Jean Morin |
| 21               | Tirs             | 30                  | | Arbitrage : Dan Marouelli Stephen Walkom Scott Driscoll Jean Morin |

| 22 mai | New Jersey | 4-2 (1-1, 2-1, 1-0) | Pittsburgh | Continental Airlines Arena 19 040 spectateurs |

| Feuille de match | Feuille de match | Feuille de match        | Feuille de match                                                                  | Feuille de match                                                      |
| ---------------- | --- | ----------------------- | --------------------------------------------------------------------------------- | --------------------------------------------------------------------- |
|                  | Arnott (Rafalski) — 57 s Arnott (Sýkora, Eliáš) — 27 min 41 s (SN) Holík (Pandolfo, Stevens) — 32 min 23 s Madden (Stevenson, Pandolfo) — 43 min 32 s | 1-0 1-1 2-1 3-1 3-2 4-2 | Morozov (Moran, Hrdina) — 16 min 38 s Straka (Lemieux, Ference) — 33 min 9 s (SN) | Arbitrage : Bill McCreary Michael McGeough Greg Devorski Dan Schachte |
| Martin Brodeur   | Gardiens | Johan Hedberg           |                                                                                   | Arbitrage : Bill McCreary Michael McGeough Greg Devorski Dan Schachte |
| 2 min            | Pénalités | 8 min                   |                                                                                   | Arbitrage : Bill McCreary Michael McGeough Greg Devorski Dan Schachte |
| 23               | Tirs | 20                      |                                                                                   | Arbitrage : Bill McCreary Michael McGeough Greg Devorski Dan Schachte |

#### Colorado contre Saint-Louis
Colorado gagne la série 4–1 et le trophée Clarence-S.-Campbell.
| 12 mai | Colorado | 4-1 (1-0, 1-1, 2-0) | Saint-Louis | Pepsi Center 18 007 spectateurs |

| Feuille de match | Feuille de match | Feuille de match    | Feuille de match         | Feuille de match                                                    |
| ---------------- | --- | ------------------- | ------------------------ | ------------------------------------------------------------------- |
|                  | Hejduk (Sakic, Škoula) — 4 min 32 s (SN) Sakic — 26 min 45 s (TB) Sakic (Tanguay, Hejduk) — 45 min 18 s Hejduk (Sakic, Bourque) — 54 min (SN) | 1-0 1-1 2-1 3-1 4-1 | Young — 20 min 25 s (IN) | Arbitrage : Don Koharski Stephen Walkom Brad Lazarowich Mark Wheler |
| Patrick Roy      | Gardiens | Roman Turek         |                          | Arbitrage : Don Koharski Stephen Walkom Brad Lazarowich Mark Wheler |
| 11 min           | Pénalités | 17 min              |                          | Arbitrage : Don Koharski Stephen Walkom Brad Lazarowich Mark Wheler |
| 30               | Tirs | 31                  |                          | Arbitrage : Don Koharski Stephen Walkom Brad Lazarowich Mark Wheler |

| 14 mai | Colorado | 4-2 (1-0, 1-1, 2-1) | Saint-Louis | Pepsi Center 18 007 spectateurs |

| Feuille de match | Feuille de match | Feuille de match        | Feuille de match                                                                        | Feuille de match                                                       |
| ---------------- | --- | ----------------------- | --------------------------------------------------------------------------------------- | ---------------------------------------------------------------------- |
|                  | Bourque (Blake, Tanguay) — 13 min 22 s (SN) Foote (Sakic, Hejduk) — 38 min 4 s Podein (Drury, Bourque) — 53 min 21 s Drury (Hejduk) — 19 min 52 s (SN + CV) | 1-0 1-1 2-1 3-1 3-2 4-2 | Mellanby (MacInnis, Stillman) — 28 min 27 s (SN) MacINnis (Khavanov) — 55 min 52 s (SN) | Arbitrage : Bill McCreary Michael McGeough Brad Lazarowich Mark Wheler |
| Patrick Roy      | Gardiens | Roman Turek             |                                                                                         | Arbitrage : Bill McCreary Michael McGeough Brad Lazarowich Mark Wheler |
| 8 min            | Pénalités | 8 min                   |                                                                                         | Arbitrage : Bill McCreary Michael McGeough Brad Lazarowich Mark Wheler |
| 20               | Tirs | 30                      |                                                                                         | Arbitrage : Bill McCreary Michael McGeough Brad Lazarowich Mark Wheler |

| 16 mai | Saint-Louis | 4-3 (2 pr) (1-2, 0-0, 2-1, 0-0, 1-0) | Colorado | Savvis Center 19 897 spectateurs |

| Feuille de match | Feuille de match | Feuille de match            | Feuille de match | Feuille de match                                                |
| ---------------- | --- | --------------------------- | --- | --------------------------------------------------------------- |
|                  | Khavanov (Demitra, Stillman) — 5 min 54 s (SN) Mellanby (Eastwood, MacInnis) — 50 min 13 s Mayers (Pronger, Demitra) — 54 min 17 s Young (Turgeon, MacInnis) — 90 min 27 s | 1-0 1-1 1-2 2-2 2-3 3-3 4-3 | Bourque (Hejduk, Blake) — 4 min 46 s (SN) Hinote (Reid, Dingman) — 8 min 36 s Messier (Podein, Yelle) — 52 min 40 s | Arbitrage : Kerry Fraser Brad Watson Greg Devorski Dan Schachte |
| Roman Turek      | Gardiens | Patrick Roy                 | | Arbitrage : Kerry Fraser Brad Watson Greg Devorski Dan Schachte |
| 20 min           | Pénalités | 22 min                      | | Arbitrage : Kerry Fraser Brad Watson Greg Devorski Dan Schachte |
| 60               | Tirs | 33                          | | Arbitrage : Kerry Fraser Brad Watson Greg Devorski Dan Schachte |

| 18 mai | Saint-Louis | 3-4 (pr) (0-3, 2-0, 1-0, 0-1) | Colorado | Savvis Center 20 072 spectateurs |

| Feuille de match | Feuille de match                                                                                            | Feuille de match            | Feuille de match | Feuille de match                                                   |
| ---------------- | --- | --------------------------- | --- | ------------------------------------------------------------------ |
|                  | Turgeon (Rhéaume, Young) — 24 min 40 s Turgeon (Tkachuk, Mayers) — 29 min 24 s Mayers (Hecht) — 40 min 58 s | 0-1 0-2 0-3 1-3 2-3 3-3 3-4 | Reinprecht (Dingman, Reid) — 14 min 13 s Sakic (Tanguay) — 15 min 17 s Bourque (Sakic) — 15 min 31 s Yelle (Blake, Nieminen) — 64 min 23 s | Arbitrage : Paul Devorski Kevin Pollock Greg Devorski Dan Schachte |
| Roman Turek      | Gardiens | Patrick Roy                 | | Arbitrage : Paul Devorski Kevin Pollock Greg Devorski Dan Schachte |
| 6 min            | Pénalités                                                                                                   | 6 min                       | | Arbitrage : Paul Devorski Kevin Pollock Greg Devorski Dan Schachte |
| 31               | Tirs | 27                          | | Arbitrage : Paul Devorski Kevin Pollock Greg Devorski Dan Schachte |

| 21 mai | Colorado | 2-1 (pr) (0-0, 1-1, 0-0, 1-0) | Saint-Louis | Pepsi Center 18 007 spectateurs |

| Feuille de match | Feuille de match                                                                     | Feuille de match | Feuille de match                            | Feuille de match                                                 |
| ---------------- | ------------------------------------------------------------------------------------ | ---------------- | ------------------------------------------- | ---------------------------------------------------------------- |
|                  | Hejduk (Blake, Bourque) — 31 min 20 s (SN) Sakic (Tanguay, Blake) — 60 min 24 s (SN) | 1-0 1-1 2-1      | Salvador (Stillman, Mellanby) — 33 min 31 s | Arbitrage : Dan Marouelli Rob Shick Kevin Collins Ray Scapinello |
| Patrick Roy      | Gardiens                                                                             | Brent Johnson    |                                             | Arbitrage : Dan Marouelli Rob Shick Kevin Collins Ray Scapinello |
| 10 min           | Pénalités                                                                            | 18 min           |                                             | Arbitrage : Dan Marouelli Rob Shick Kevin Collins Ray Scapinello |
| 36               | Tirs                                                                                 | 29               |                                             | Arbitrage : Dan Marouelli Rob Shick Kevin Collins Ray Scapinello |

### Finale de la Coupe Stanley
L'Avalanche du Colorado remporte la Coupe Stanley et le défenseur Raymond Bourque gagne enfin la Coupe Stanley après 22 saisons de LNH, dont 21 avec les Bruins de Boston. C'est Patrick Roy, gardien de l'Avalanche, qui remporte le trophée Conn-Smythe, trophée remis au joueur ayant été le plus utile pendant les séries éliminatoires.
| 26 mai | Colorado | 5-0 (1-0, 2-0, 2-0) | New Jersey | Pepsi Center 18 007 spectateurs |

| Feuille de match | Feuille de match | Feuille de match    | Feuille de match | Feuille de match                                                     |
| ---------------- | --- | ------------------- | ---------------- | -------------------------------------------------------------------- |
|                  | Sakic (Hejduk, Blake) — 11 min 7 s Drury (Hinote, Nieminen) — 29 min 35 s Sakic (Blake, Škoula) — 35 min 6 s Blake (Tanguay, Sakic) — 45 min 36 s (SN) Reinprecht (Dingman, Reid) — 57 min 36 s | 1-0 2-0 3-0 4-0 5-0 |                  | Arbitrage : Paul Devorski Dan Marouelli Brad Lazarowich Dan Schachte |
| Patrick Roy      | Gardiens | Martin Brodeur      |                  | Arbitrage : Paul Devorski Dan Marouelli Brad Lazarowich Dan Schachte |
| 25 min           | Pénalités | 33 min              |                  | Arbitrage : Paul Devorski Dan Marouelli Brad Lazarowich Dan Schachte |
| 30               | Tirs | 25                  |                  | Arbitrage : Paul Devorski Dan Marouelli Brad Lazarowich Dan Schachte |

| 29 mai | Colorado | 1-2 (1-2, 0-0, 0-0) | New Jersey | Pepsi Center 18 007 spectateurs |

| Feuille de match | Feuille de match                        | Feuille de match | Feuille de match                                                                | Feuille de match                                                |
| ---------------- | --------------------------------------- | ---------------- | ------------------------------------------------------------------------------- | --------------------------------------------------------------- |
|                  | Sakic (Hejduk, Blake) — 5 min 58 s (SN) | 1-0 1-1 1-2      | Corkum (Rafalski) — 14 min 29 s Stevenson (Niedermayer, Moguilny) — 17 min 20 s | Arbitrage : Bill McCreary Rob Shick Brad Lazarowich Mark Wheler |
| Patrick Roy      | Gardiens                                | Martin Brodeur   |                                                                                 | Arbitrage : Bill McCreary Rob Shick Brad Lazarowich Mark Wheler |
| 10 min           | Pénalités                               | 16 min           |                                                                                 | Arbitrage : Bill McCreary Rob Shick Brad Lazarowich Mark Wheler |
| 20               | Tirs                                    | 20               |                                                                                 | Arbitrage : Bill McCreary Rob Shick Brad Lazarowich Mark Wheler |

| 31 mai | New Jersey | 1-3 (1-1, 0-0, 0-2) | Colorado | Continental Airlines Arena 19 040 spectateurs |

| Feuille de match | Feuille de match                        | Feuille de match | Feuille de match                                                                                                 | Feuille de match                                                  |
| ---------------- | --------------------------------------- | ---------------- | --- | ----------------------------------------------------------------- |
|                  | Arnott (Holík, Eliáš) — 3 min 16 s (SN) | 1-0 1-1 1-2 1-3  | Škoula (Podein, Messier) — 10 min 38 s Bourque (Sakic) — 40 min 31 s (SN) Hinote (Nieminen, Drury) — 46 min 28 s | Arbitrage : Kerry Fraser Dan Marouelli Kevin Collins Dan Schachte |
| Martin Brodeur   | Gardiens                                | Patrick Roy      | | Arbitrage : Kerry Fraser Dan Marouelli Kevin Collins Dan Schachte |
| 8 min            | Pénalités                               | 12 min           | | Arbitrage : Kerry Fraser Dan Marouelli Kevin Collins Dan Schachte |
| 22               | Tirs                                    | 21               | | Arbitrage : Kerry Fraser Dan Marouelli Kevin Collins Dan Schachte |

| 2 juin | New Jersey | 3-2 (0-1, 1-1, 2-1) | Colorado | Continental Airlines Arena 19 040 spectateurs |

| Feuille de match | Feuille de match                                                                                            | Feuille de match    | Feuille de match                                                   | Feuille de match                                                   |
| ---------------- | --- | ------------------- | ------------------------------------------------------------------ | ------------------------------------------------------------------ |
|                  | Eliáš (Sýkora) — 23 min 42 s (IN) Gomez (Pandolfo, Corkum) — 48 min 9 s Sýkora (Eliáš, Holík) — 57 min 23 s | 0-1 1-1 1-2 2-2 3-2 | Blake (Tanguay) — 3 min 58 s Drury (Dingman, Hinote) — 33 min 54 s | Arbitrage : Paul Devorski Bill McCreary Kevin Collins Dan Schachte |
| Martin Brodeur   | Gardiens | Patrick Roy         |                                                                    | Arbitrage : Paul Devorski Bill McCreary Kevin Collins Dan Schachte |
| 12 min           | Pénalités                                                                                                   | 6 min               |                                                                    | Arbitrage : Paul Devorski Bill McCreary Kevin Collins Dan Schachte |
| 35               | Tirs | 12                  |                                                                    | Arbitrage : Paul Devorski Bill McCreary Kevin Collins Dan Schachte |

| 4 juin | Colorado | 1-4 (1-2, 0-1, 0-1) | New Jersey | Pepsi Center 18 007 spectateurs |

| Feuille de match | Feuille de match                           | Feuille de match    | Feuille de match | Feuille de match                                               |
| ---------------- | ------------------------------------------ | ------------------- | --- | -------------------------------------------------------------- |
|                  | Tanguay (Sakic, Bourque) — 10 min 9 s (SN) | 0-1 1-1 1-2 1-3 1-4 | Eliáš (Sýkora, Rafalski) — 3 min 9 s Moguilny (Gomez, Rafalski) — 18 min 47 s Bryline (Moguilny, Niedermayer) — 24 min 39 s (SN) Madden (Stevenson, Bryline) — 58 min 5 s | Arbitrage : Kerry Fraser Rob Shick Brad Lazarowich Mark Wheler |
| Patrick Roy      | Gardiens                                   | Martin Brodeur      | | Arbitrage : Kerry Fraser Rob Shick Brad Lazarowich Mark Wheler |
| 6 min            | Pénalités                                  | 12 min              | | Arbitrage : Kerry Fraser Rob Shick Brad Lazarowich Mark Wheler |
| 23               | Tirs                                       | 26                  | | Arbitrage : Kerry Fraser Rob Shick Brad Lazarowich Mark Wheler |

| 7 juin | New Jersey | 0-4 (0-1, 0-2, 0-1) | Colorado | Continental Airlines Arena 19 040 spectateurs |

| Feuille de match | Feuille de match | Feuille de match | Feuille de match | Feuille de match                                                      |
| ---------------- | ---------------- | ---------------- | --- | --------------------------------------------------------------------- |
|                  |                  | 0-1 0-2 0-3 0-4  | Foote — 18 min 2 s Nieminen (Škoula, Foote) — 22 min 26 s (SN) Drury (Reinprecht, Foote) — 38 min 27 s Tanguay (Reid, Sakic) — 53 min 46 s | Arbitrage : Dan Marouelli Bill McCreary Kevin Collins Brad Lazarowich |
| Martin Brodeur   | Gardiens         | Patrick Roy      | | Arbitrage : Dan Marouelli Bill McCreary Kevin Collins Brad Lazarowich |
| 24 min           | Pénalités        | 22 min           | | Arbitrage : Dan Marouelli Bill McCreary Kevin Collins Brad Lazarowich |
| 24               | Tirs             | 18               | | Arbitrage : Dan Marouelli Bill McCreary Kevin Collins Brad Lazarowich |

| 9 juin | Colorado | 3-1 (1-0, 2-1, 0-0) | New Jersey | Pepsi Center 18 007 spectateurs |

| Feuille de match | Feuille de match                                                                                              | Feuille de match | Feuille de match                          | Feuille de match                                                  |
| ---------------- | --- | ---------------- | ----------------------------------------- | ----------------------------------------------------------------- |
|                  | Tanguay (Hinote) — 7 min 58 s Tanguay (Sakic, Foote) — 24 min 57 s Sakic (Hejduk, Tanguay) — 26 min 16 s (SN) | 1-0 2-0 3-0 3-1  | Sýkora (Eliáš, Arnott) — 29 min 33 s (SN) | Arbitrage : Kerry Fraser Dan Marouelli Kevin Collins Dan Schachte |
| Patrick Roy      | Gardiens | Martin Brodeur   |                                           | Arbitrage : Kerry Fraser Dan Marouelli Kevin Collins Dan Schachte |
| 8 min            | Pénalités | 12 min           |                                           | Arbitrage : Kerry Fraser Dan Marouelli Kevin Collins Dan Schachte |
| 22               | Tirs | 26               |                                           | Arbitrage : Kerry Fraser Dan Marouelli Kevin Collins Dan Schachte |

### Meilleurs pointeurs
| Joueur             | Équipe     | PJ | B  | A  | Pts |
| ------------------ | ---------- | -- | -- | -- | --- |
| Joe Sakic          | Colorado   | 21 | 13 | 13 | 26  |
| Patrik Eliáš       | New Jersey | 25 | 9  | 14 | 23  |
| Milan Hejduk       | Colorado   | 23 | 7  | 16 | 23  |
| Petr Sýkora        | New Jersey | 25 | 10 | 12 | 22  |
| Alex Tanguay       | Colorado   | 23 | 6  | 15 | 21  |
| Rob Blake          | Colorado   | 23 | 6  | 13 | 19  |
| Brian Rafalski     | New Jersey | 25 | 7  | 11 | 18  |
| Mario Lemieux      | Pittsburgh | 18 | 6  | 11 | 17  |
| Chris Drury        | Colorado   | 23 | 11 | 5  | 16  |
| Bobby Holík        | New Jersey | 25 | 6  | 10 | 16  |
| Aleksandr Moguilny | New Jersey | 25 | 5  | 11 | 16  |

### Feuilles de match
Les feuilles de match sont issues du site officiel en français de la Ligue nationale de hockey : http://www.nhl.com

#### Quarts de finale d'association
1. ↑  New Jersey vs Caroline - 12/04/01
2. ↑  New Jersey vs Caroline - 15/04/01
3. ↑  New Jersey vs Caroline - 17/04/01
4. ↑  New Jersey vs Caroline - 18/04/01
5. ↑  New Jersey vs Caroline - 20/04/01
6. ↑  New Jersey vs Caroline - 22/04/01
7. ↑  Ottawa vs Toronto - 13/04/01
8. ↑  Ottawa vs Toronto - 14/04/01
9. ↑  Ottawa vs Toronto - 16/04/01
10. ↑  Ottawa vs Toronto - 18/04/01
11. ↑  Pittsburgh vs Washington - 12/04/01
12. ↑  Pittsburgh vs Washington - 14/04/01
13. ↑  Pittsburgh vs Washington - 16/04/01
14. ↑  Pittsburgh vs Washington - 18/04/01
15. ↑  Pittsburgh vs Washington - 21/04/01
16. ↑  Pittsburgh vs Washington - 23/04/01
17. ↑  Philadelphie vs Buffalo - 11/04/01
18. ↑  Philadelphie vs Buffalo - 14/04/01
19. ↑  Philadelphie vs Buffalo - 16/04/01
20. ↑  Philadelphie vs Buffalo - 17/04/01
21. ↑  Philadelphie vs Buffalo - 19/04/01
22. ↑  Philadelphie vs Buffalo - 21/04/01
23. ↑  Colorado vs Vancouver - 12/04/01
24. ↑  Colorado vs Vancouver - 14/04/01
25. ↑  Colorado vs Vancouver - 16/04/01
26. ↑  Colorado vs Vancouver - 18/04/01
27. ↑  Détroit vs Los Angeles - 11/04/01
28. ↑  Détroit vs Los Angeles - 14/04/01
29. ↑  Détroit vs Los Angeles - 15/04/01
30. ↑  Détroit vs Los Angeles - 18/04/01
31. ↑  Détroit vs Los Angeles - 21/04/01
32. ↑  Détroit vs Los Angeles - 23/04/01
33. ↑  Dallas vs Edmonton - 11/04/01
34. ↑  Dallas vs Edmonton - 14/04/01
35. ↑  Dallas vs Edmonton - 15/04/01
36. ↑  Dallas vs Edmonton - 17/04/01
37. ↑  Dallas vs Edmonton - 19/04/01
38. ↑  Dallas vs Edmonton - 21/04/01
39. ↑  Saint-Louis vs San José - 12/04/01
40. ↑  Saint-Louis vs San José - 14/04/01
41. ↑  Saint-Louis vs San José - 16/04/01
42. ↑  Saint-Louis vs San José - 17/04/01
43. ↑  Saint-Louis vs San José - 19/04/01
44. ↑  Saint-Louis vs San José - 21/04/01

#### Demi-finales d'association
1. ↑  New Jersey vs Toronto - 26/04/01
2. ↑  New Jersey vs Toronto - 28/04/01
3. ↑  New Jersey vs Toronto - 01/05/01
4. ↑  New Jersey vs Toronto - 03/05/01
5. ↑  New Jersey vs Toronto - 05/05/01
6. ↑  New Jersey vs Toronto - 07/05/01
7. ↑  New Jersey vs Toronto - 09/05/01
8. ↑  Buffalo vs Pittsburgh - 26/04/01
9. ↑  Buffalo vs Pittsburgh - 28/04/01
10. ↑  Buffalo vs Pittsburgh - 30/04/01
11. ↑  Buffalo vs Pittsburgh - 02/05/01
12. ↑  Buffalo vs Pittsburgh - 05/05/01
13. ↑  Buffalo vs Pittsburgh - 08/05/01
14. ↑  Buffalo vs Pittsburgh - 10/05/01
15. ↑  Colorado vs Los Angeles - 26/04/01
16. ↑  Colorado vs Los Angeles - 28/04/01
17. ↑  Colorado vs Los Angeles - 30/04/01
18. ↑  Colorado vs Los Angeles - 02/05/01
19. ↑  Colorado vs Los Angeles - 04/05/01
20. ↑  Colorado vs Los Angeles - 06/05/01
21. ↑  Colorado vs Los Angeles - 09/05/01
22. ↑  Dallas vs Saint-Louis - 27/04/01
23. ↑  Dallas vs Saint-Louis - 29/04/01
24. ↑  Dallas vs Saint-Louis - 01/05/01
25. ↑  Dallas vs Saint-Louis - 03/05/01

#### Finales d'association
1. ↑  New Jersey vs Pittsburgh - 12/05/01
2. ↑  New Jersey vs Pittsburgh - 15/05/01
3. ↑  New Jersey vs Pittsburgh - 17/05/01
4. ↑  New Jersey vs Pittsburgh - 19/05/01
5. ↑  New Jersey vs Pittsburgh - 22/05/01
6. ↑  Colorado vs Saint-Louis - 12/05/01
7. ↑  Colorado vs Saint-Louis - 14/05/01
8. ↑  Colorado vs Saint-Louis - 16/05/01
9. ↑  Colorado vs Saint-Louis - 18/05/01
10. ↑  Colorado vs Saint-Louis - 21/05/01

#### Finale de la Coupe Stanley
1. ↑  Colorado vs New Jersey - 26/05/01
2. ↑  Colorado vs New Jersey - 29/05/01
3. ↑  Colorado vs New Jersey - 31/05/01
4. ↑  Colorado vs New Jersey - 02/06/01
5. ↑  Colorado vs New Jersey - 04/06/01
6. ↑  Colorado vs New Jersey - 07/06/01
7. ↑  Colorado vs New Jersey - 09/06/01